# Надар
Надар (фр. Nadar; справжнє ім'я — Гаспар Фелікс Турнашон, фр. Gaspard-Félix Tournachon; 6 квітня 1820 — 20 березня 1910) — французький фотограф, карикатурист, письменник та повітроплавець. Батько Поля Надара.

## Біографія
Надар народився в Парижі 1820 року. Закінчив ліцей Кондорсе. 1853 року почав робити перші фотографії, а 1858 року зробив першу у світі фотографію з повітря, піднявшись над Парижем на повітряній кулі. Фотографії Шарля Бодлера, Гюстава Курбе, Сари Бернар, Ернеста Шеклтона та інших, зроблені Надаром, стали класичними в історії іконографії.

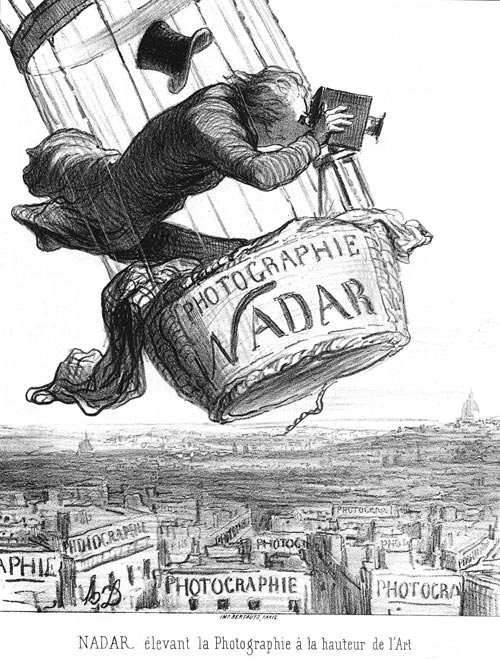
Оноре Дом'є. Надар, що піднімає фотографію на рівень мистецтва

Незвичайній репутації Надара як фотографа сприяло те, що на прохання великого французького художника-классициста Енгра він знімав кожного, чиє фото хотів мати художник. За свідченням його біографа, Е. де Мірекура, Енгр малював з цих фотографій свої портрети й при цьому не відчував потреби в тому, щоб йому позували. Художники називали Надара «Тиціаном фотографії».
Надар зацікавився фотографією завдяки театрові — він був театральним драматургом. Як художник, він був вельми шанованим портретистом. З Дом'є Нодар працював карикатуристом для журналу «Шаріварі». З 1850 року у віці 30 років Надар став улюбленцем бульварів, відомим своєю дотепністю, та водночас ні театр, ні художній салон, ні журнал не давали йому достатньо засобів до життя. Налаштований проти фотографії, як і більшість інших художників, він вирішив стати співвласником фотостудії свого брата Адрієна 1852 року, але це партнерство незабаром скінчилося судовим розглядом.
1854 року Надар випустив у світ «Пантеон Надар», величезну літографію, складену з 240 карикатур, першу із запланованих чотирьох добірок. Ідея Надара була такою ж, як і в свій час у Девіда Хілла — спочатку сфотографувати своїх клієнтів, а вже потім малювати карикатури. Але в «Галереї сучасників» з'явилися не карикатури, а чудові репродукції портретів літераторів та інших відомих людей, зроблені з бездоганних репродукцій оригінальних фотографій Надара.
За висловом Надара, «Фотографія — чудове відкриття… Теорія може бути вивчена за годину, основи техніки за день… Але чому не можна навчити — так це почуттю світла. Те, як світло падає на обличчя, ви повинні вловити самі. Щоб отримати подібність, а не банальний портрет, ви повинні вступити в спілку з тими, що позують, відчути їхні думки і сам характер».
Стиль портретів Надара був простим та строгим. Як правило він фотографував людей, що стоять, та використовував лише верхнє світло й однотонне тло. Основну увагу приділяв обличчю, жестам, позі, намагаючись виявити індивідуальні особливості моделі.
Надар одним з перших почав фотографувати при електричному світлі, створив серію світлин про життя підземного Парижа. Запатентував ідею фотографування з повітряної кулі.
Помер 21 березня 1910 року. Похований на цвинтарі Пер-Лашез.

## Галерея

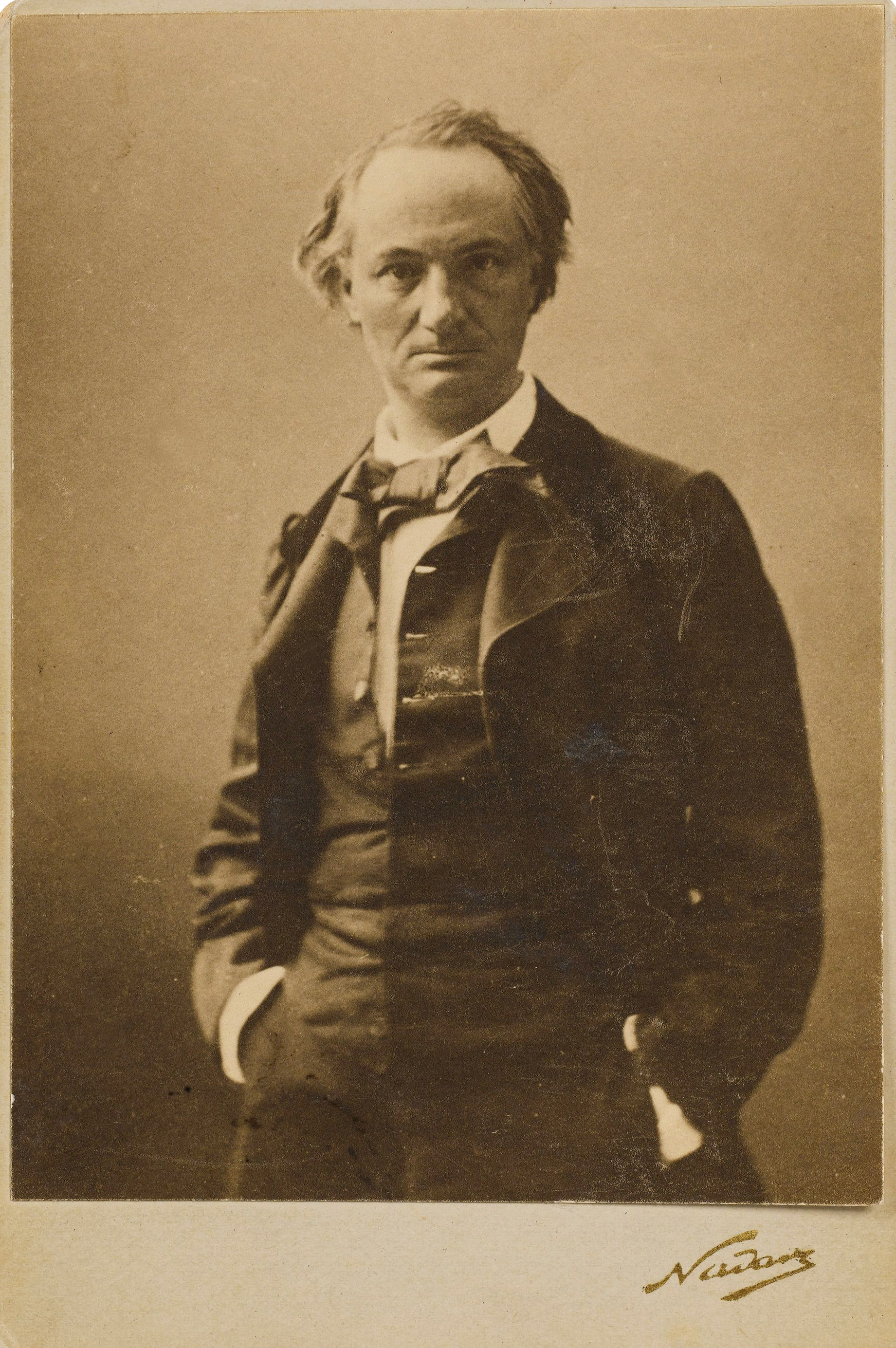
Шарль Бодлер
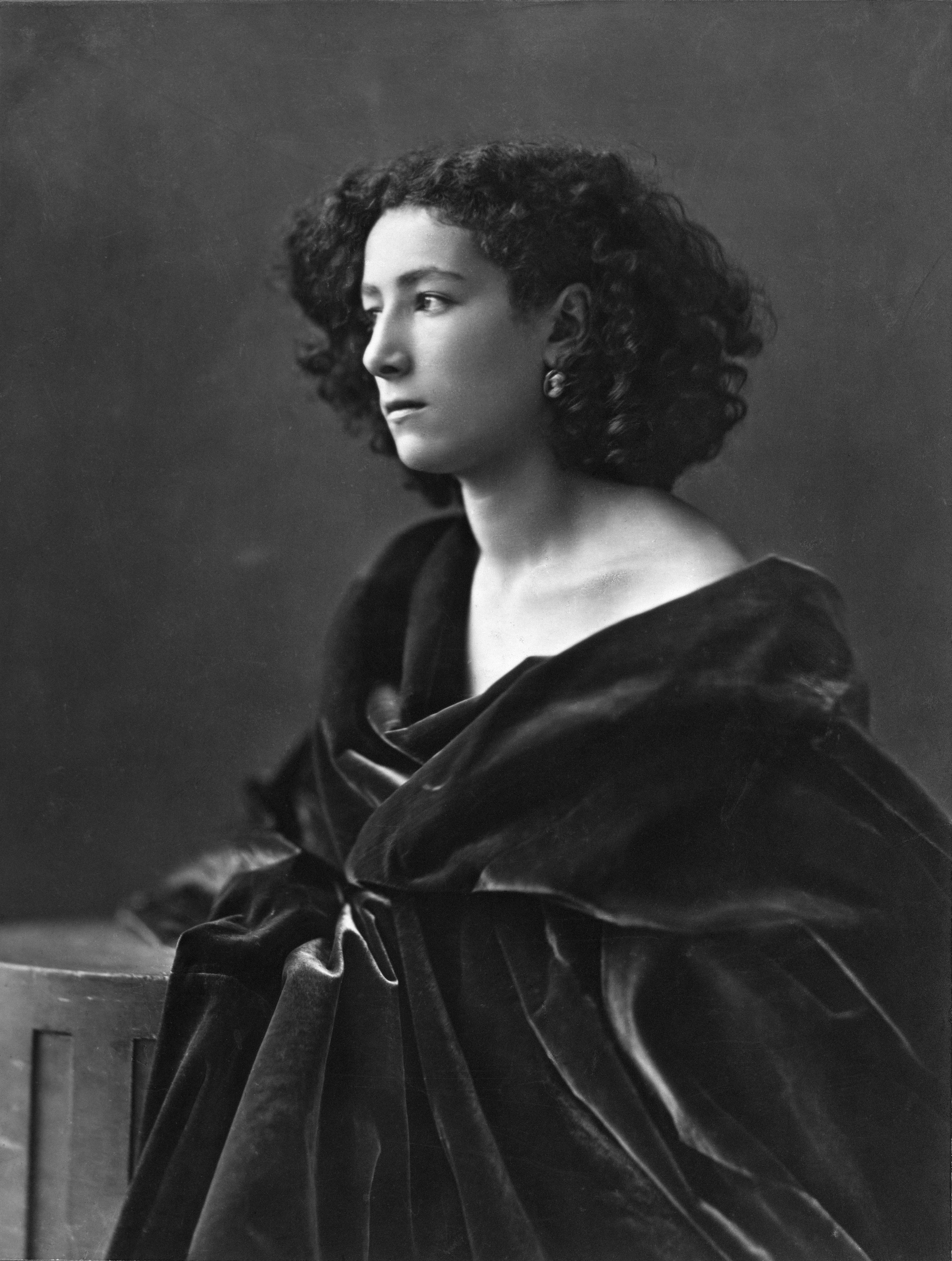
Сара Бернар
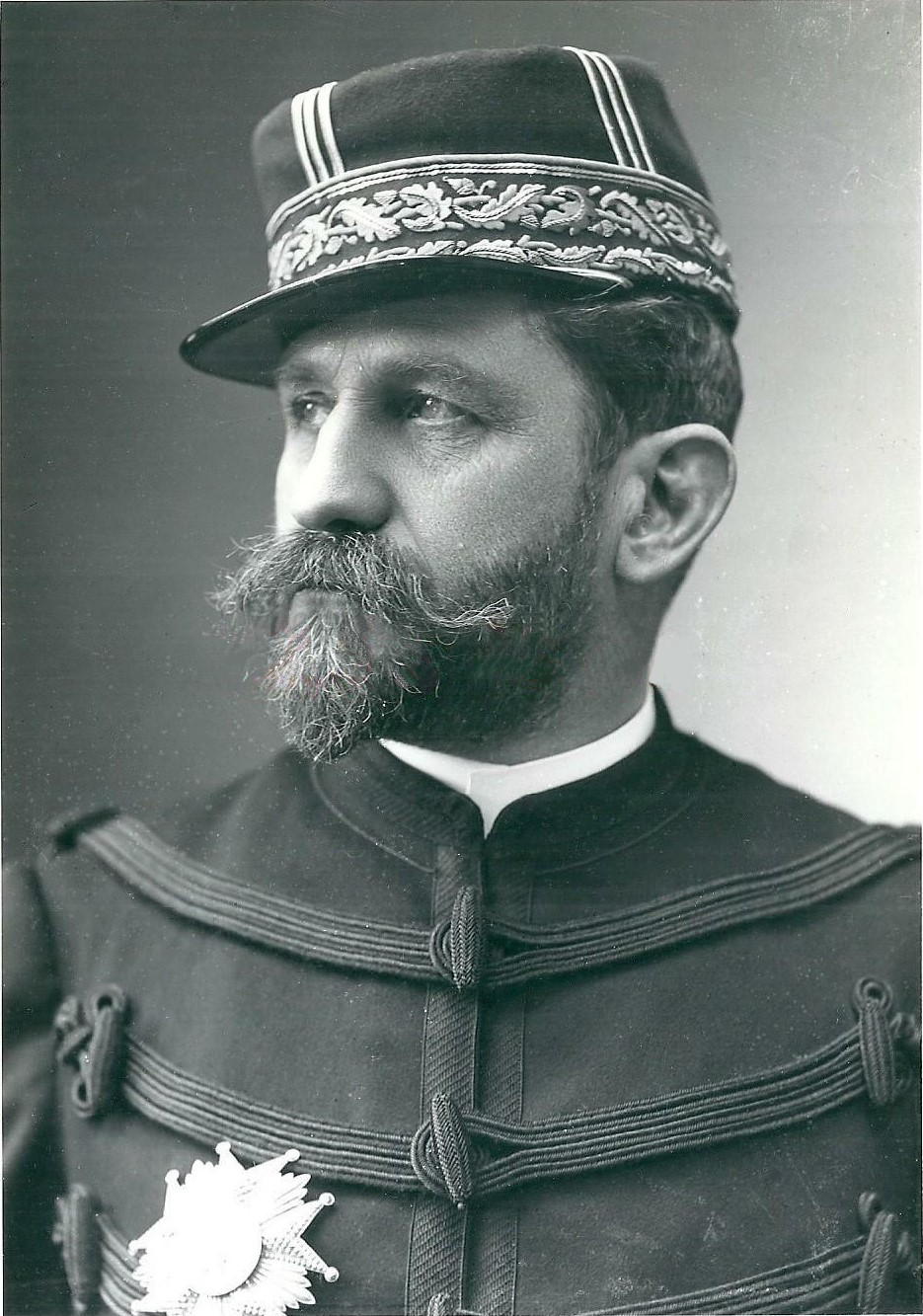
Жорж Буланже
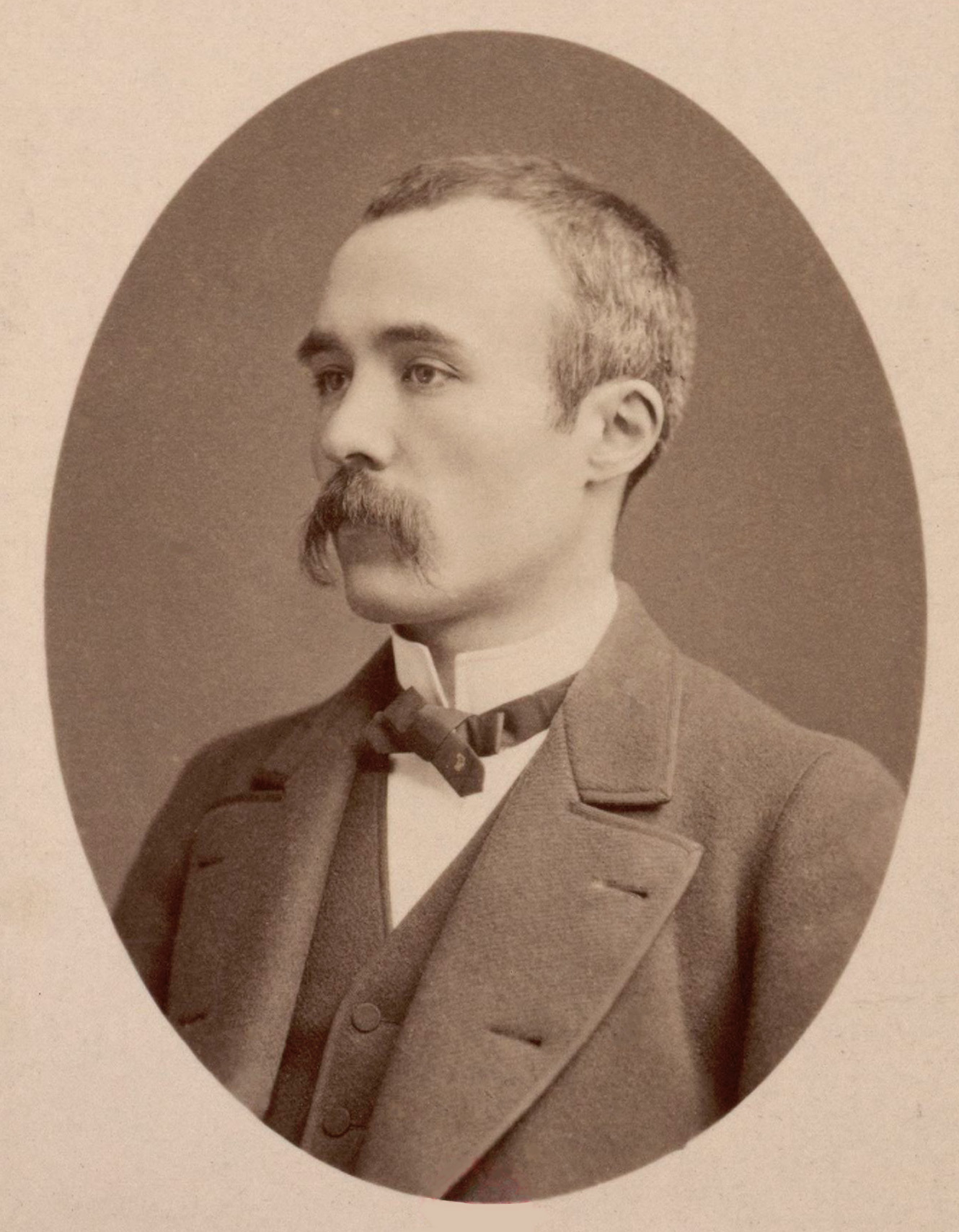
Жорж Клемансо
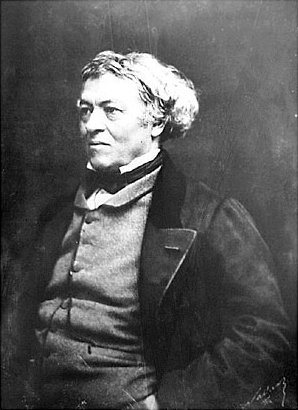
Жан Батіст Каміль Коро
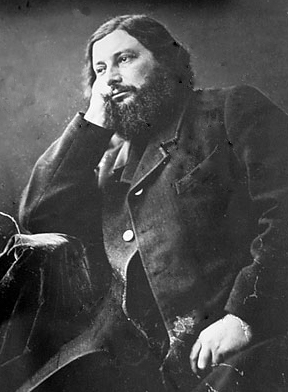
Гюстав Курбе
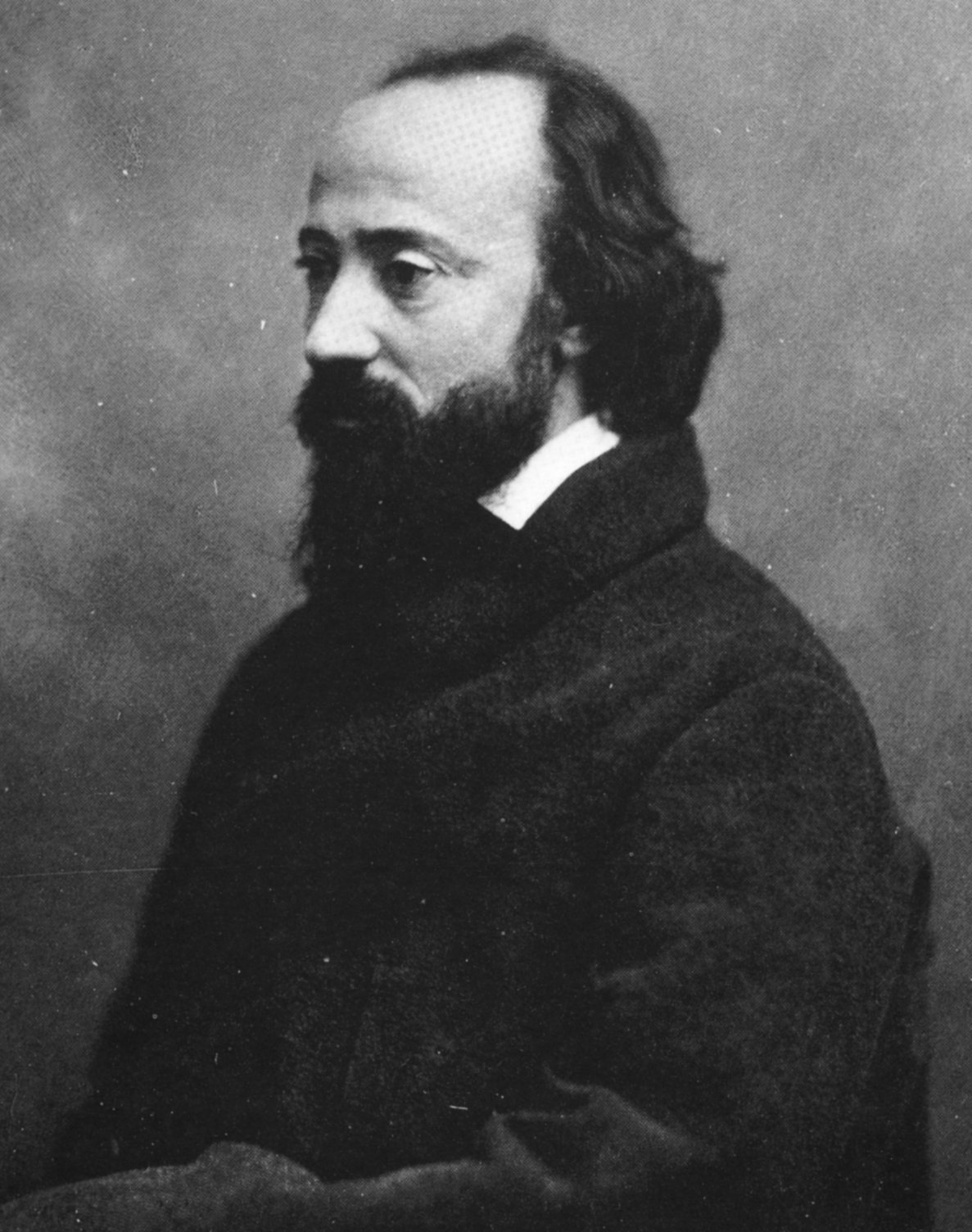
Шарль Франсуа Добіньї
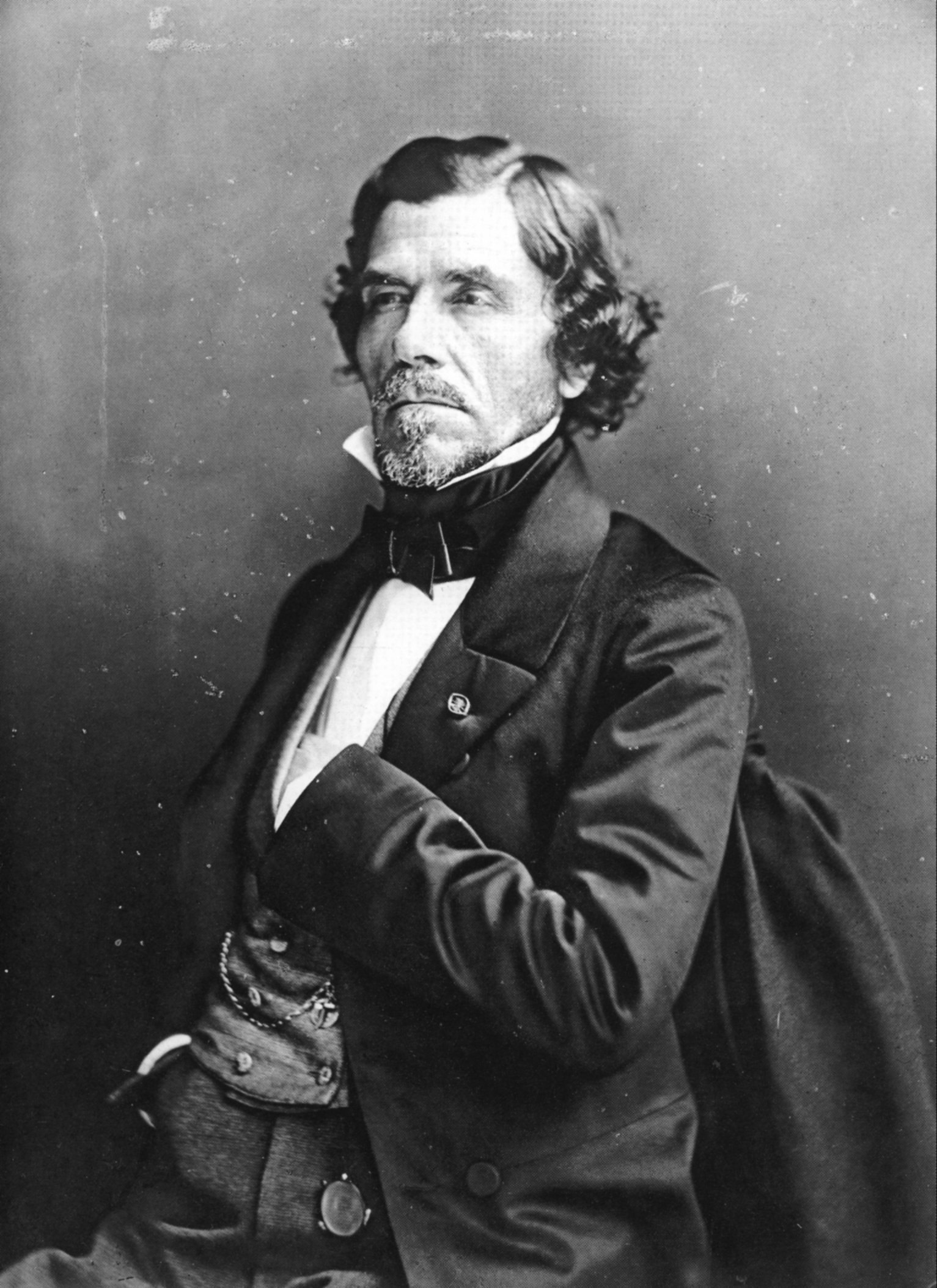
Ежен Делакруа
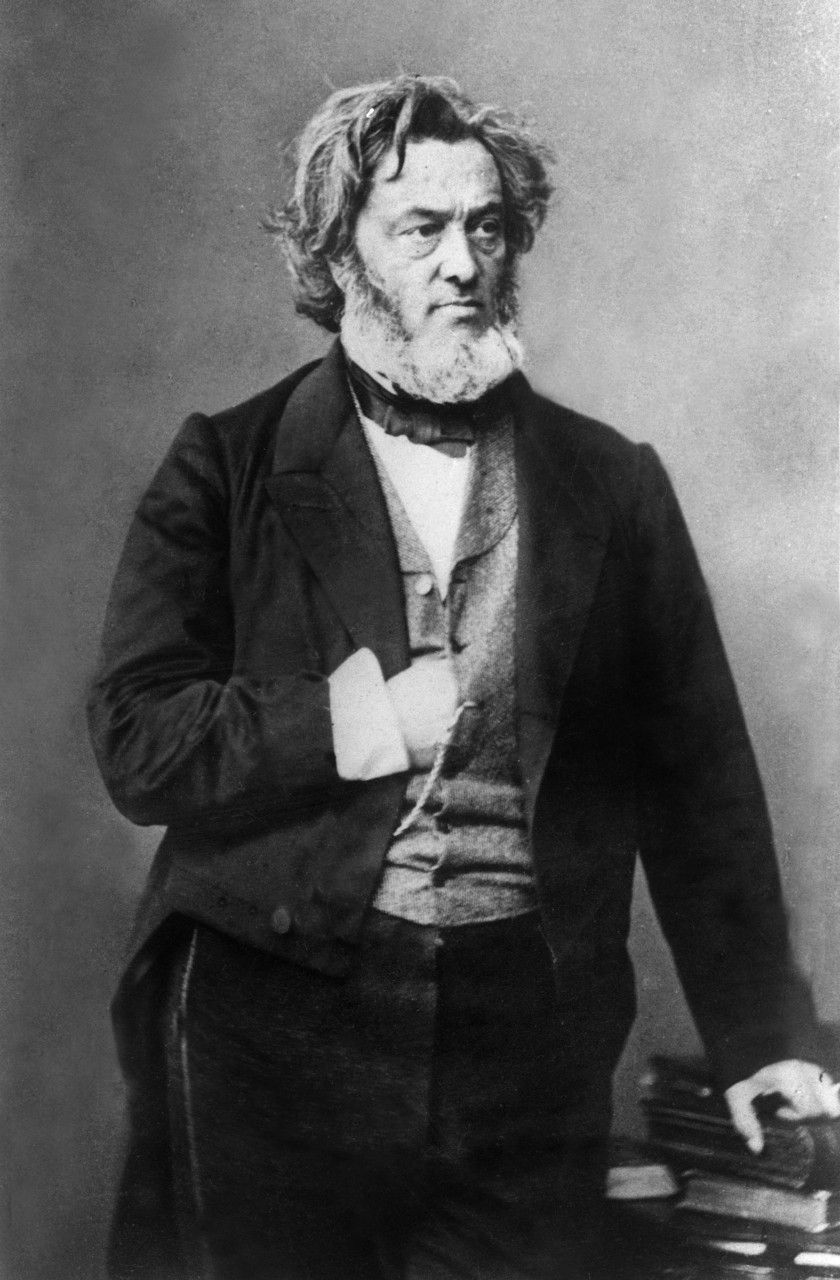
Жуль Фавр
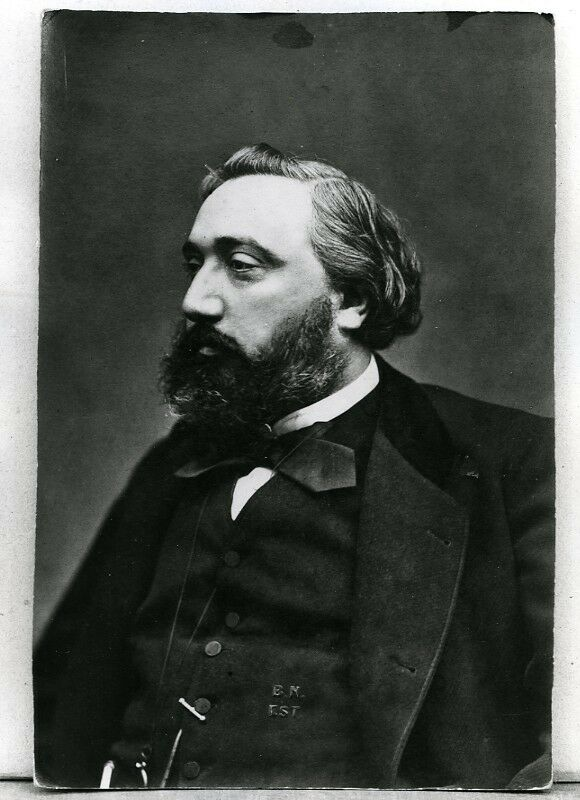
Леон Мішель Гамбетта
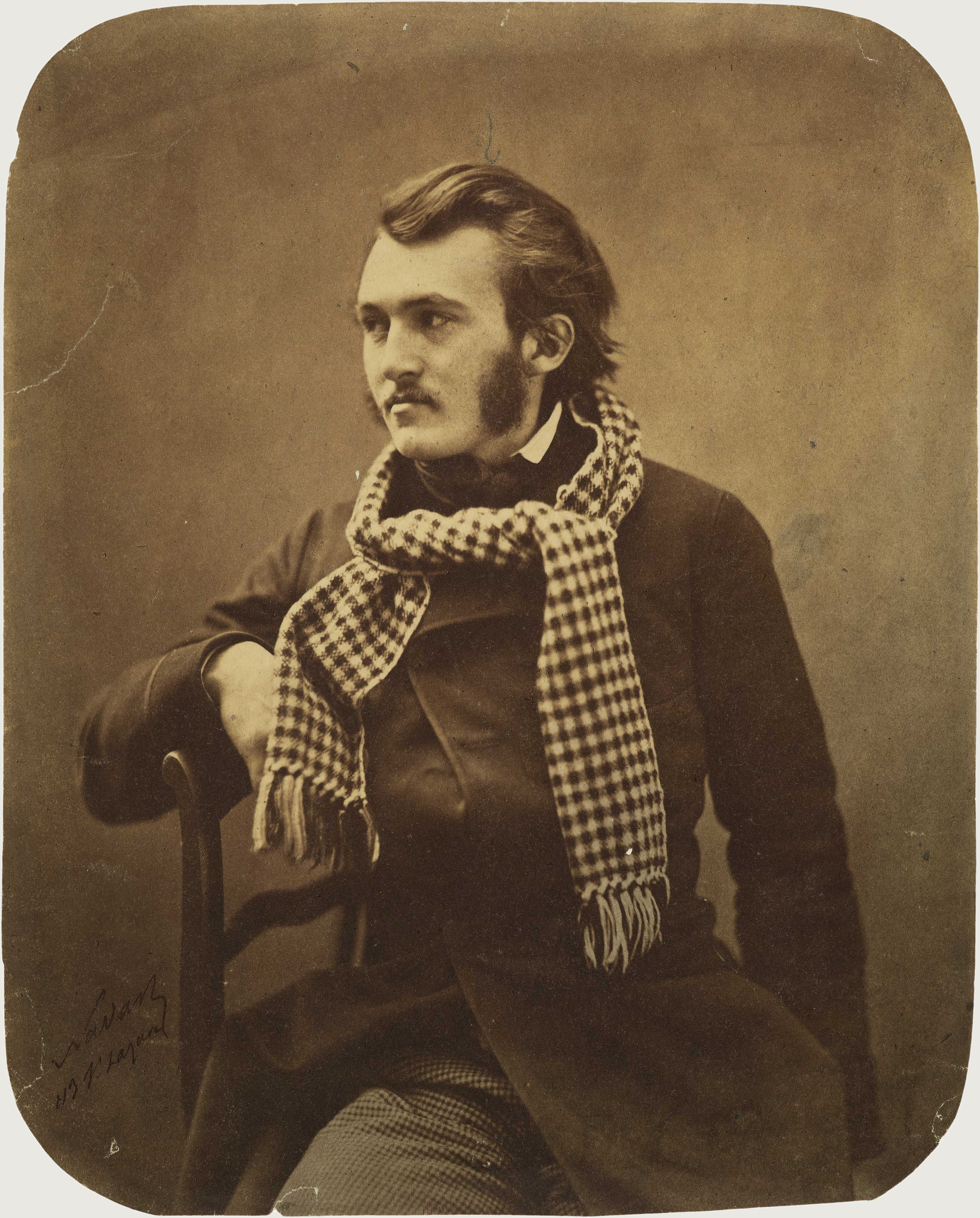
Гюстав Доре
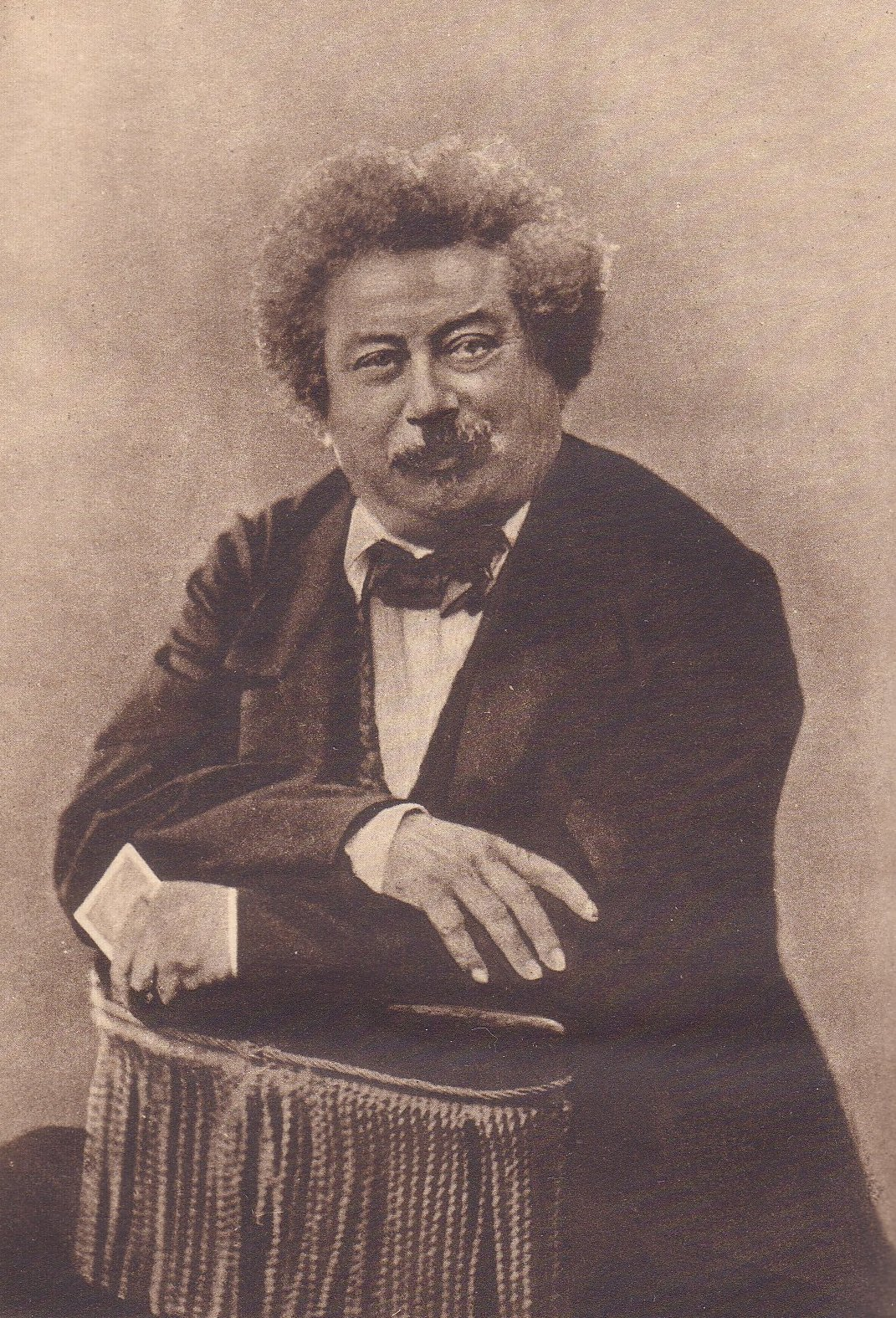
Олександр Дюма (батько)
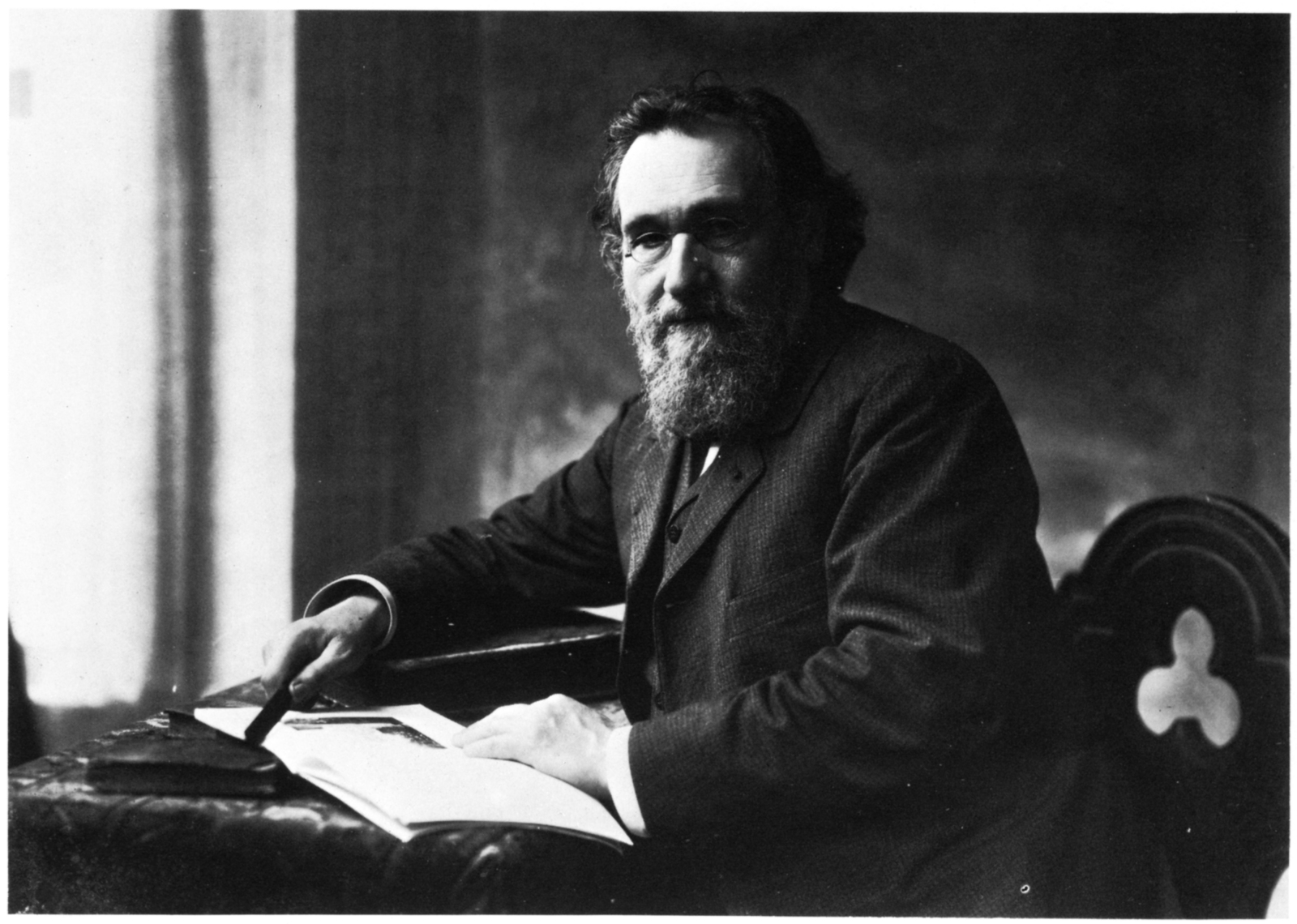
Ілля Ілліч Мечников
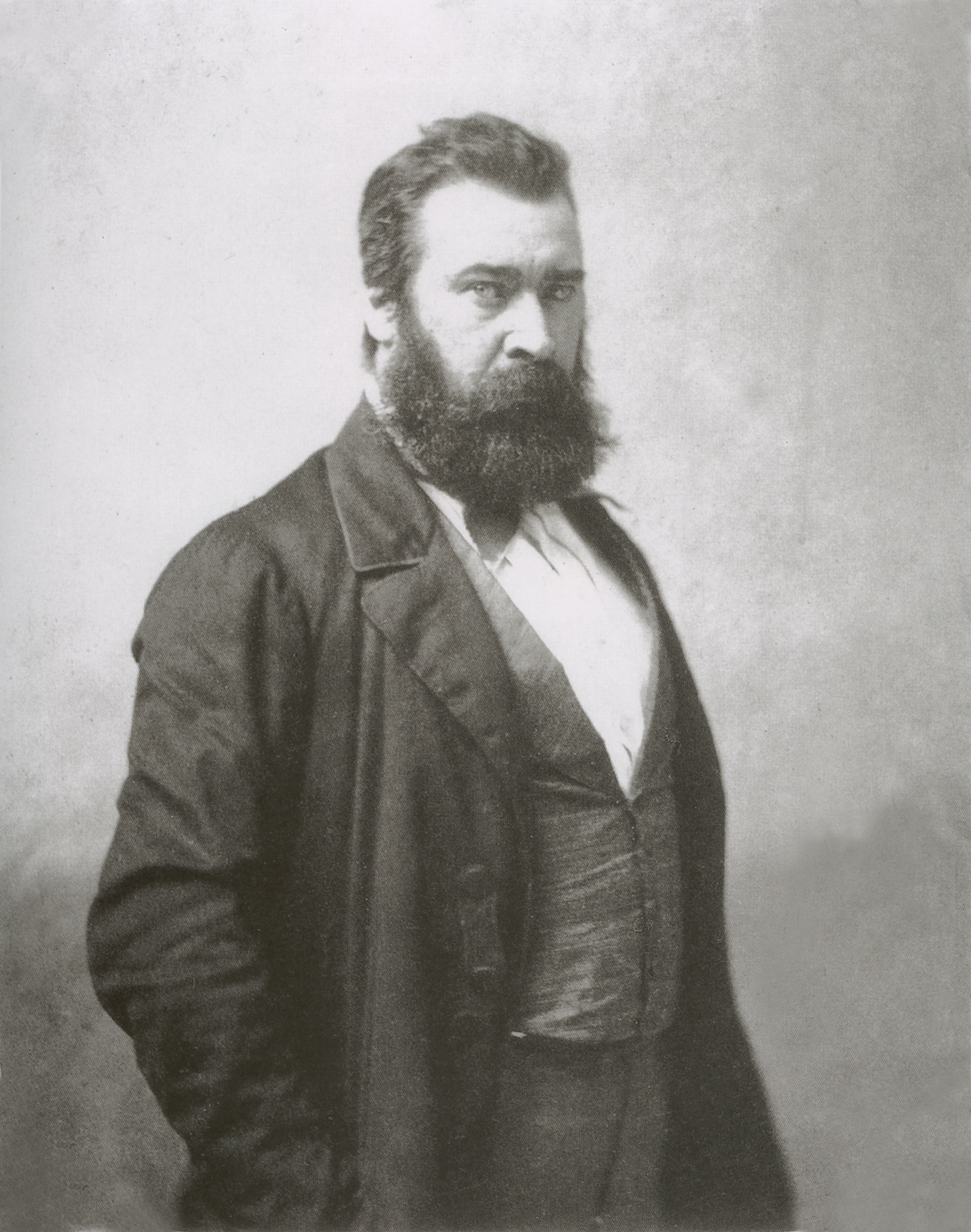
Жан-Франсуа Мілле
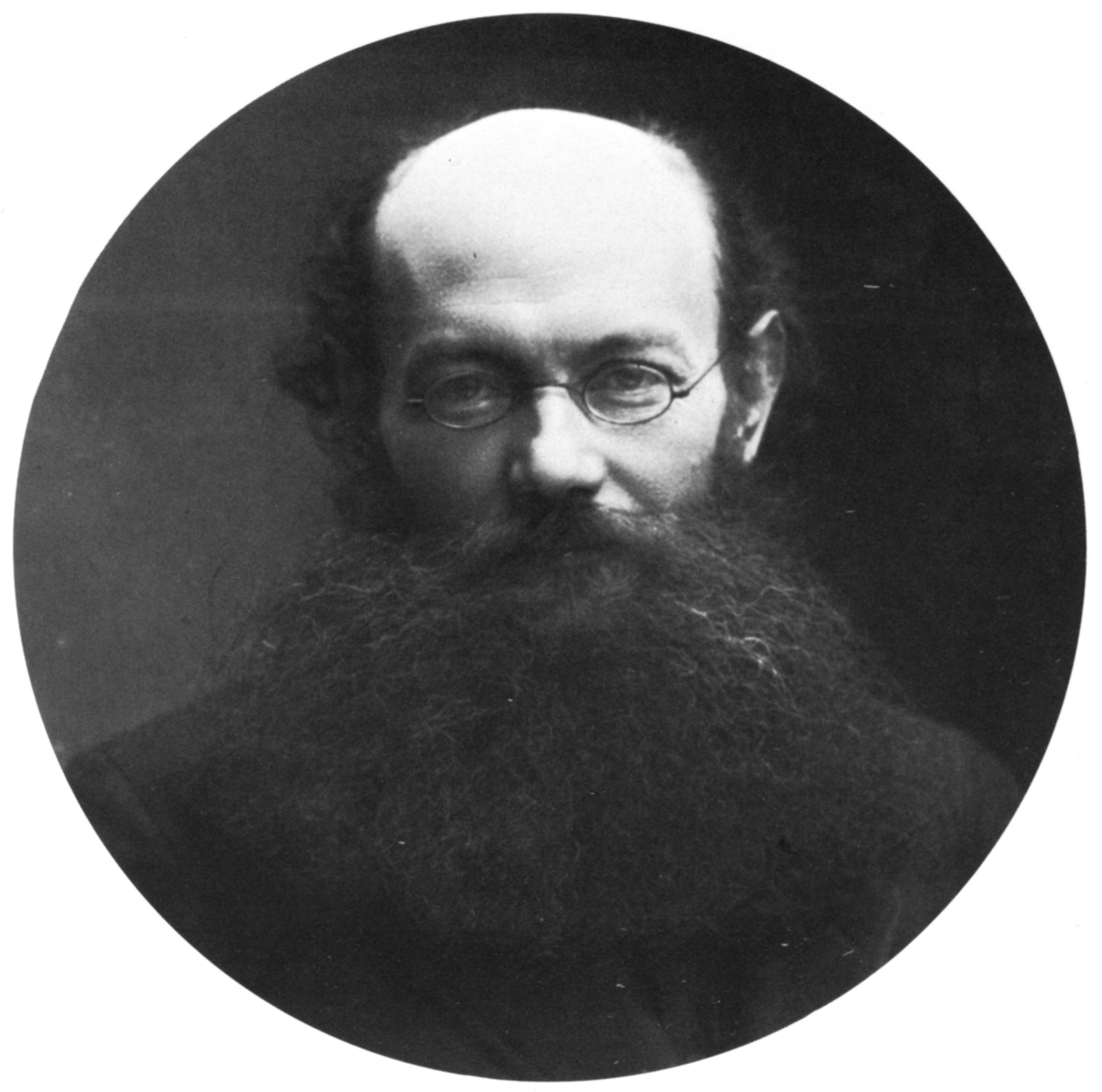
Петро Олексійович Кропоткін
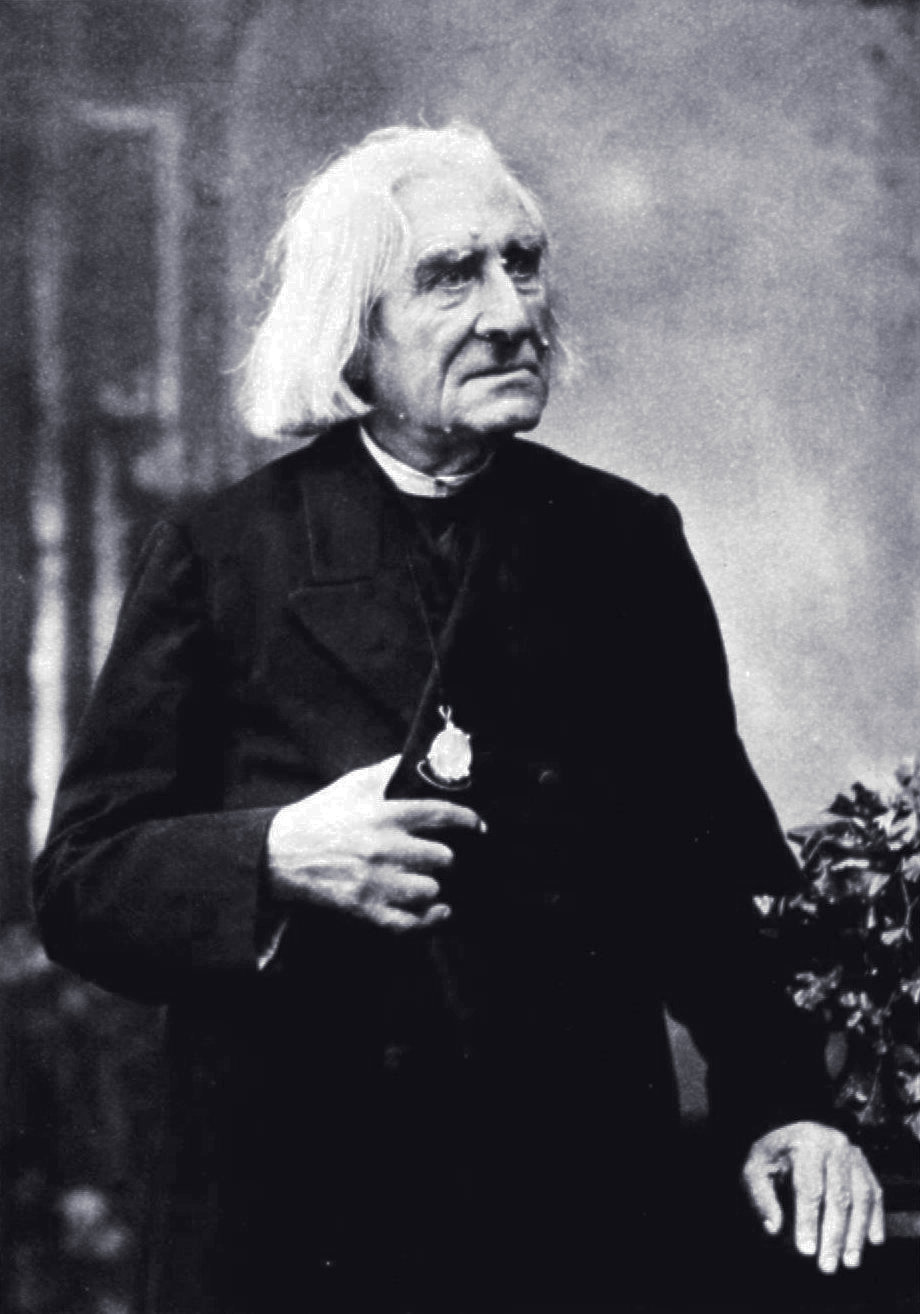
Ференц Ліст
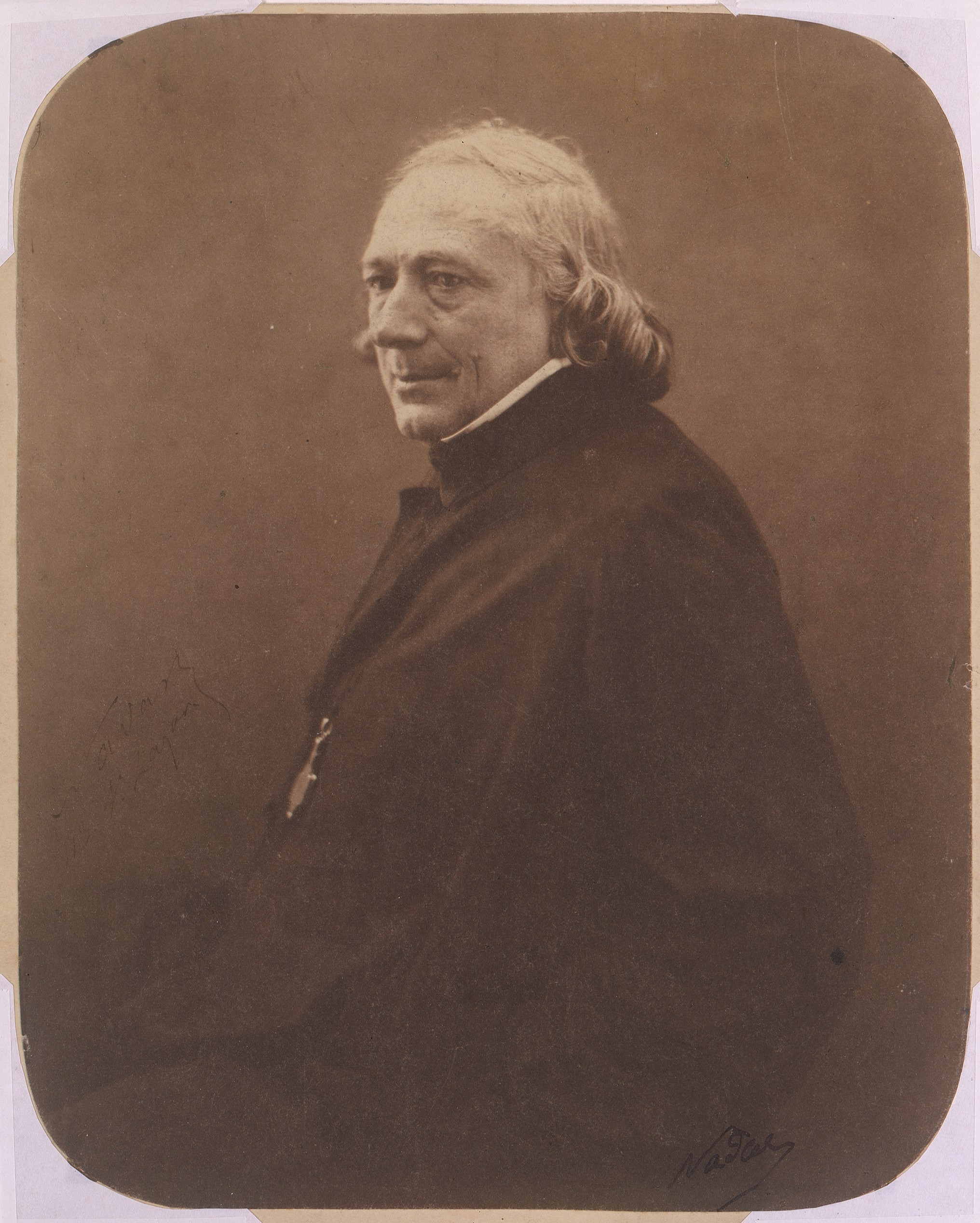
Шарль Філіпон
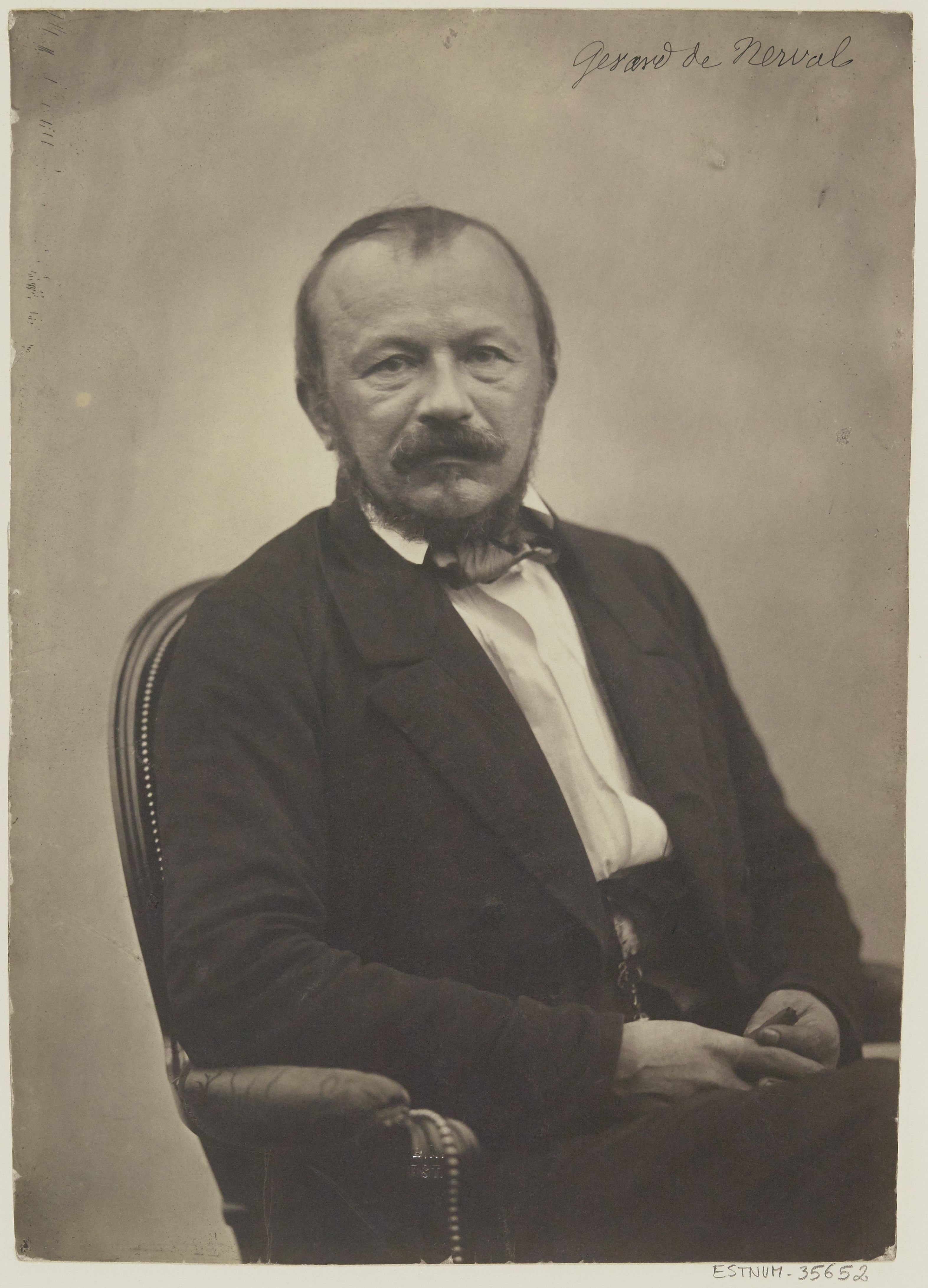
Жерар де Нерваль
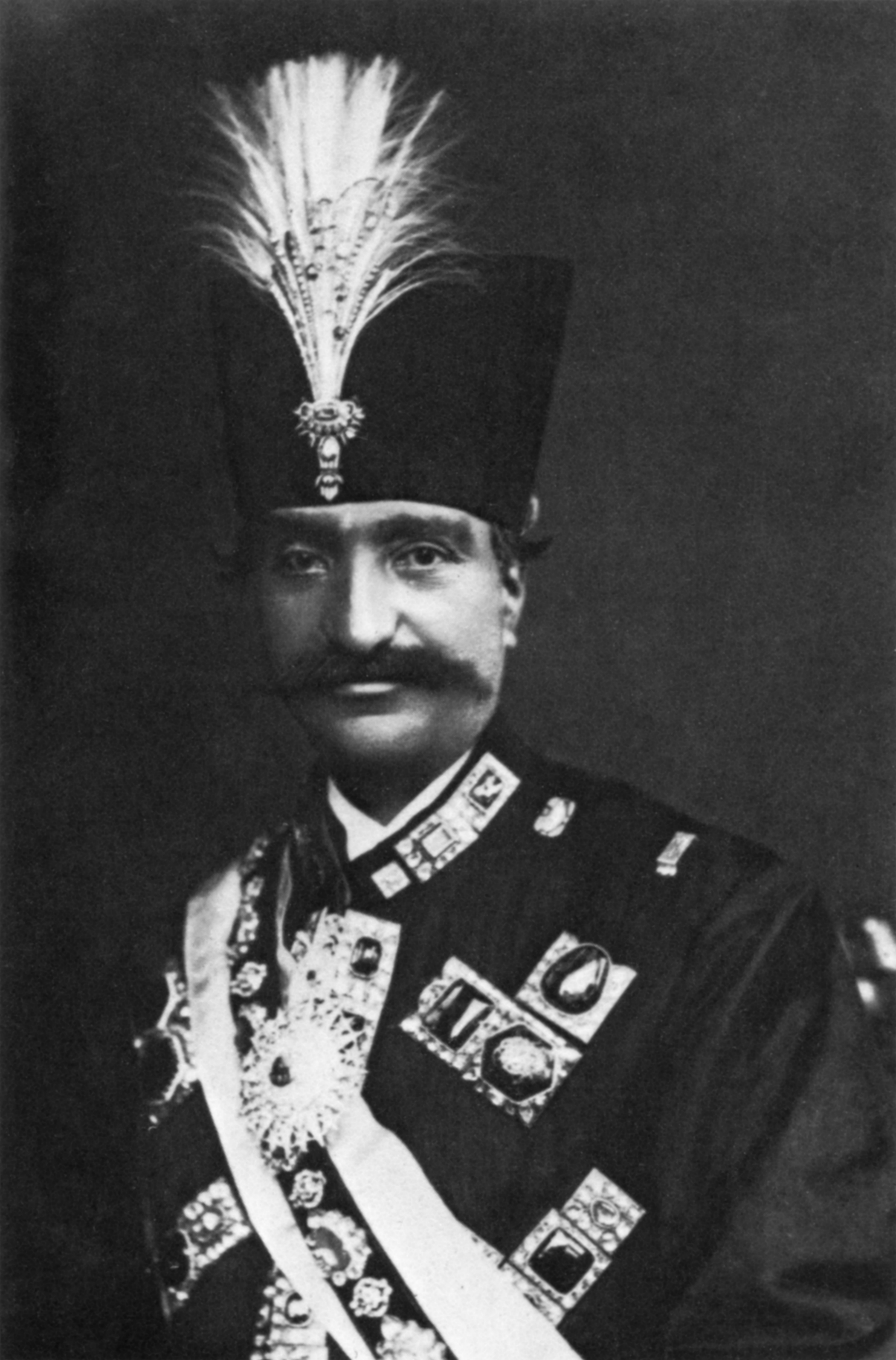
Насер ед-Дін Шах Каджар
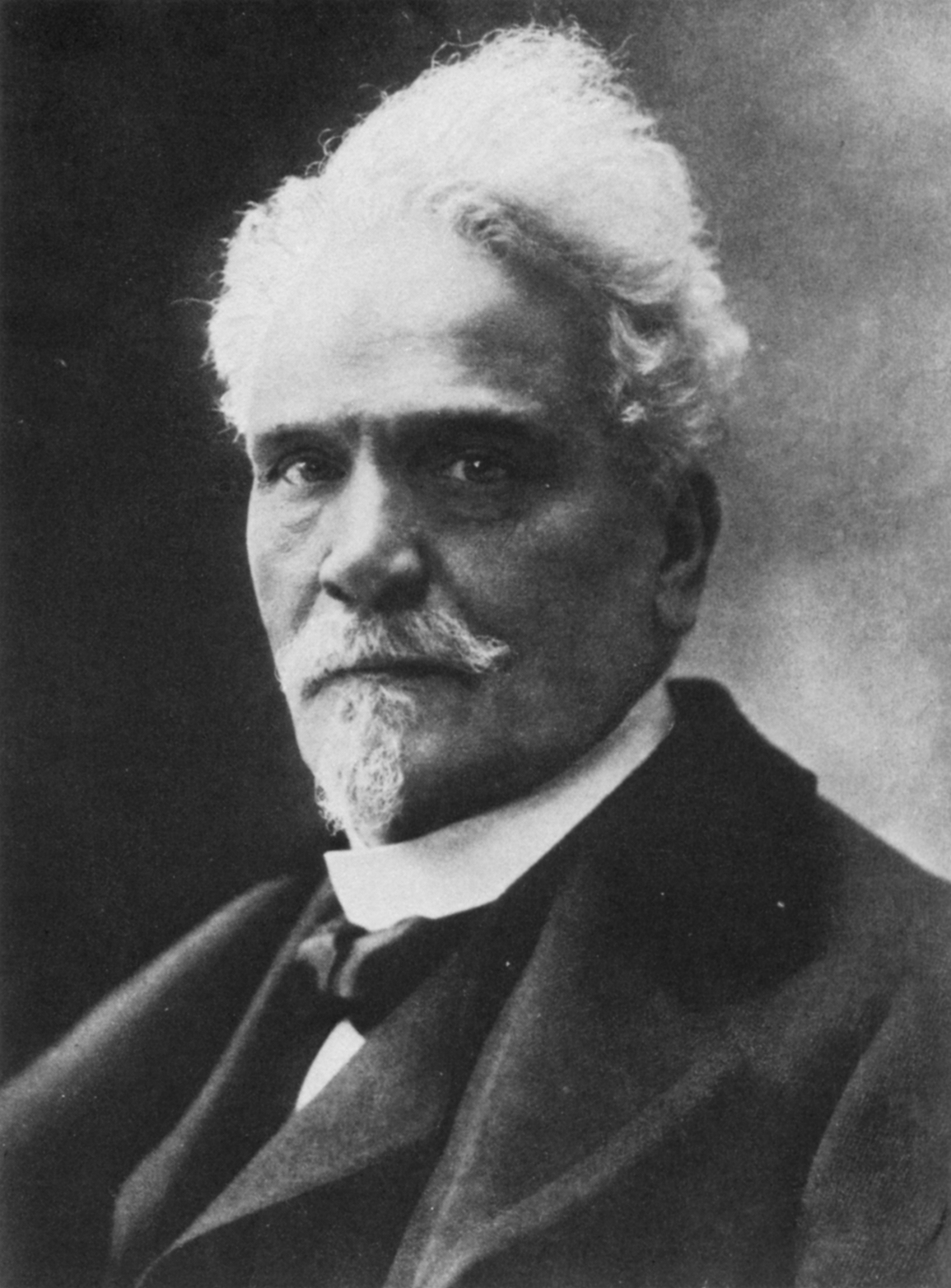
Віктор Анрі Рошфор
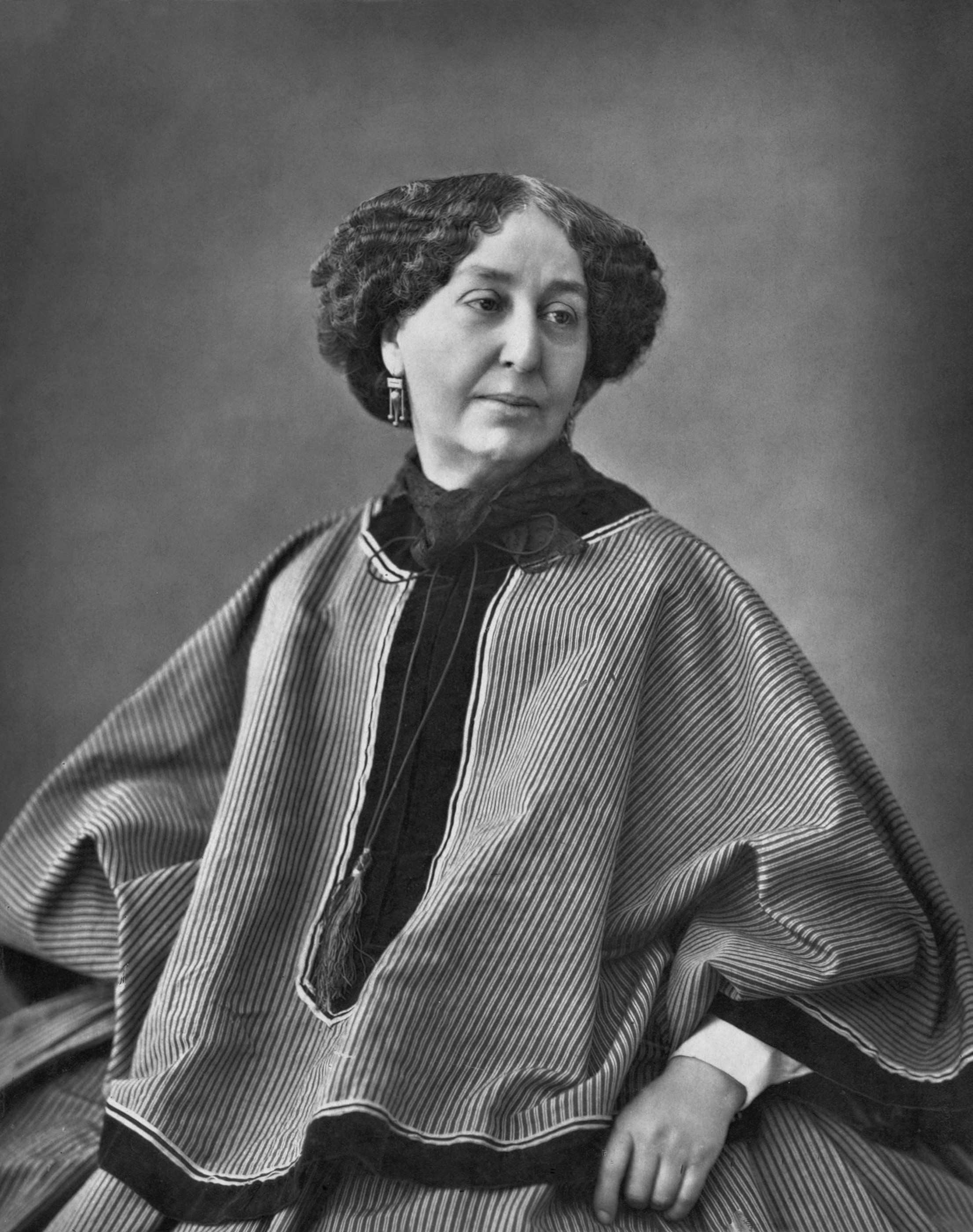
Жорж Санд (1864)
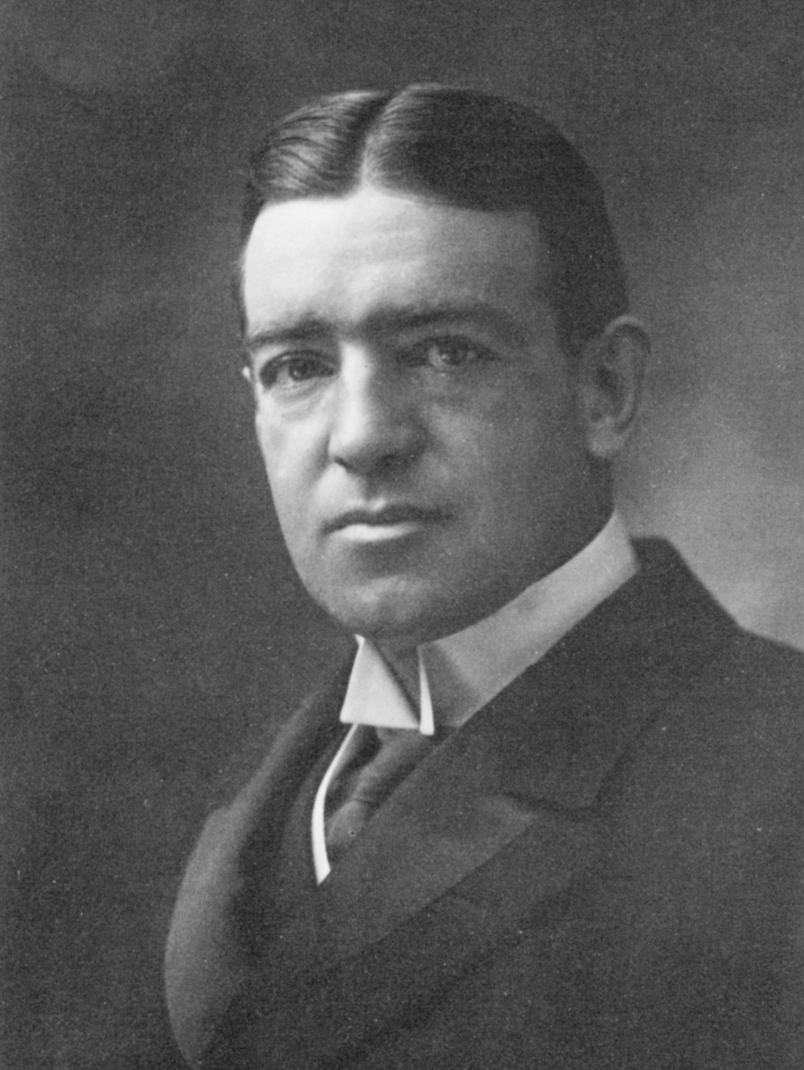
Ернест Шеклтон
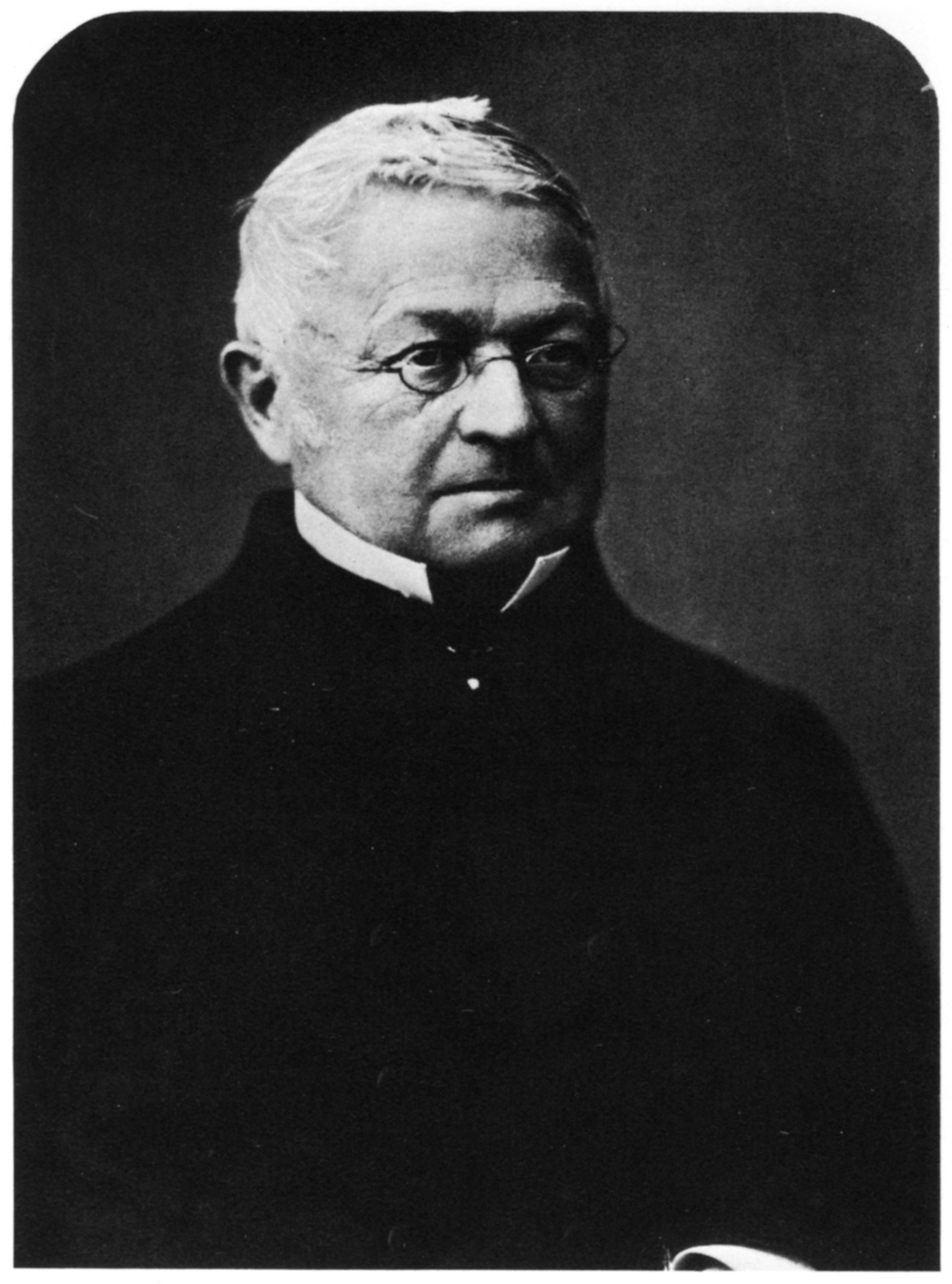
Луї Адольф Тьєр
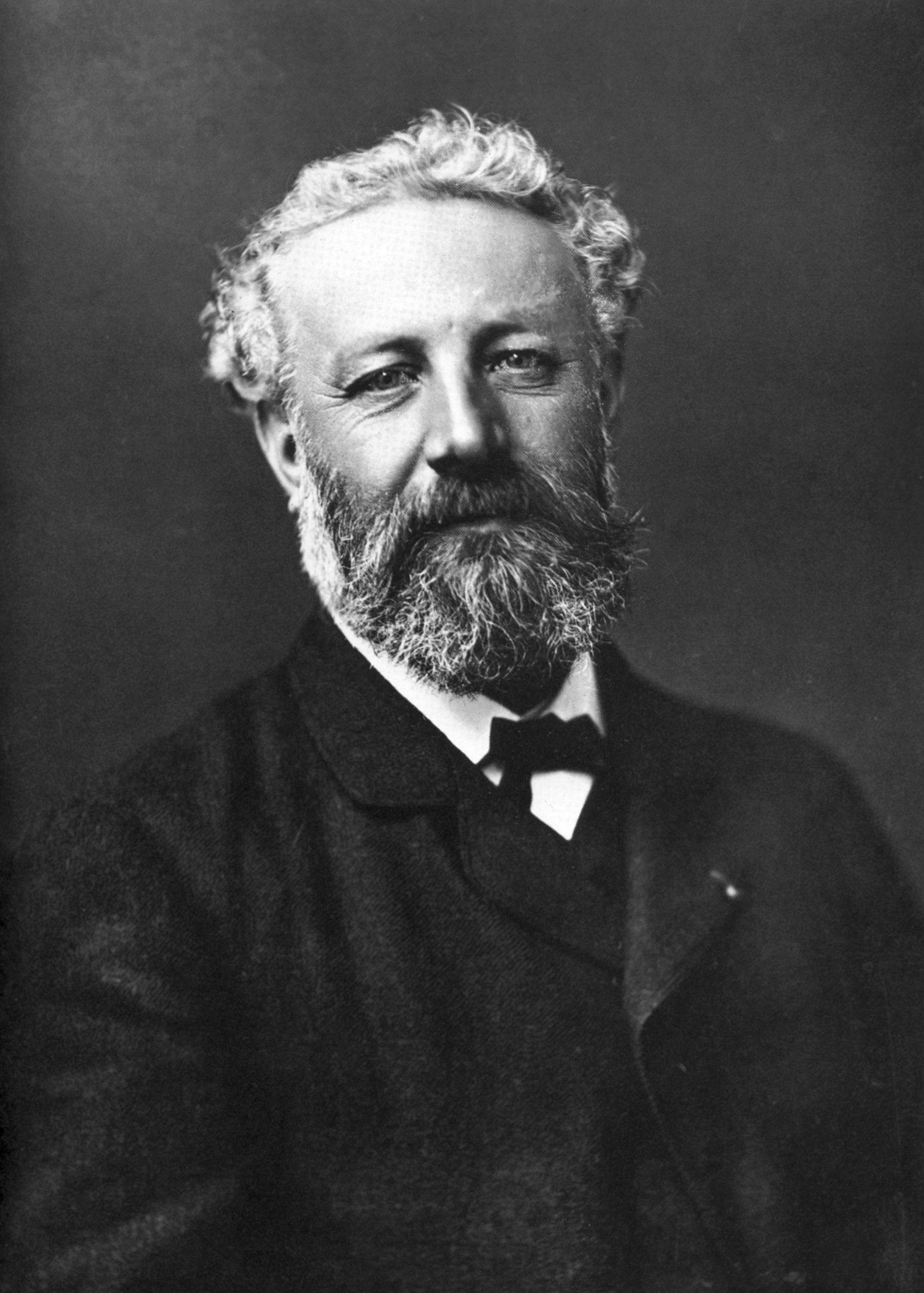
Жуль Верн
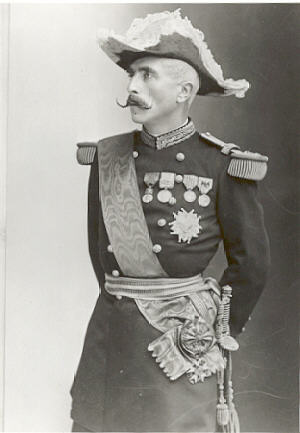
Гастон Александр Огюст де Галіфе
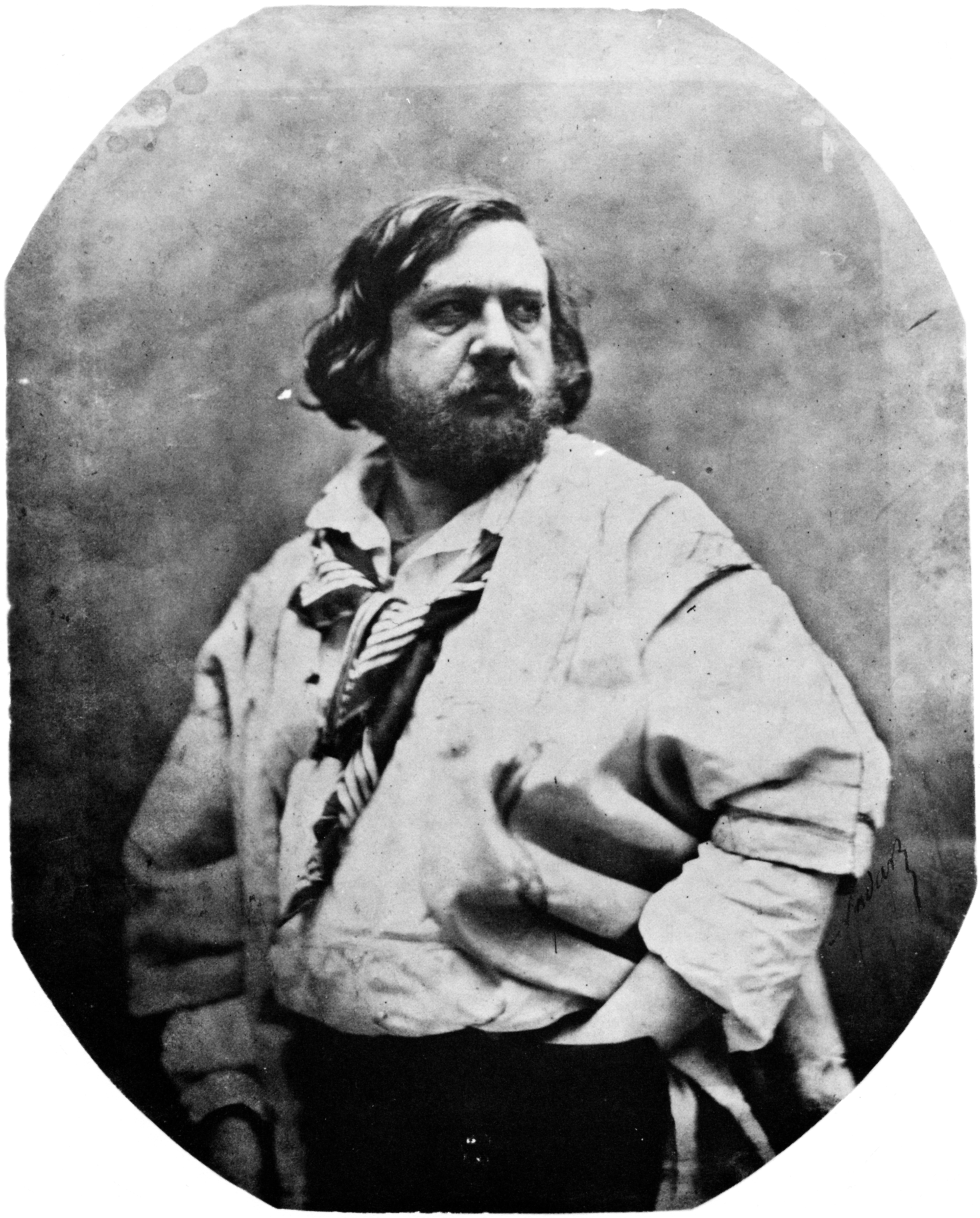
Теофіль Готьє
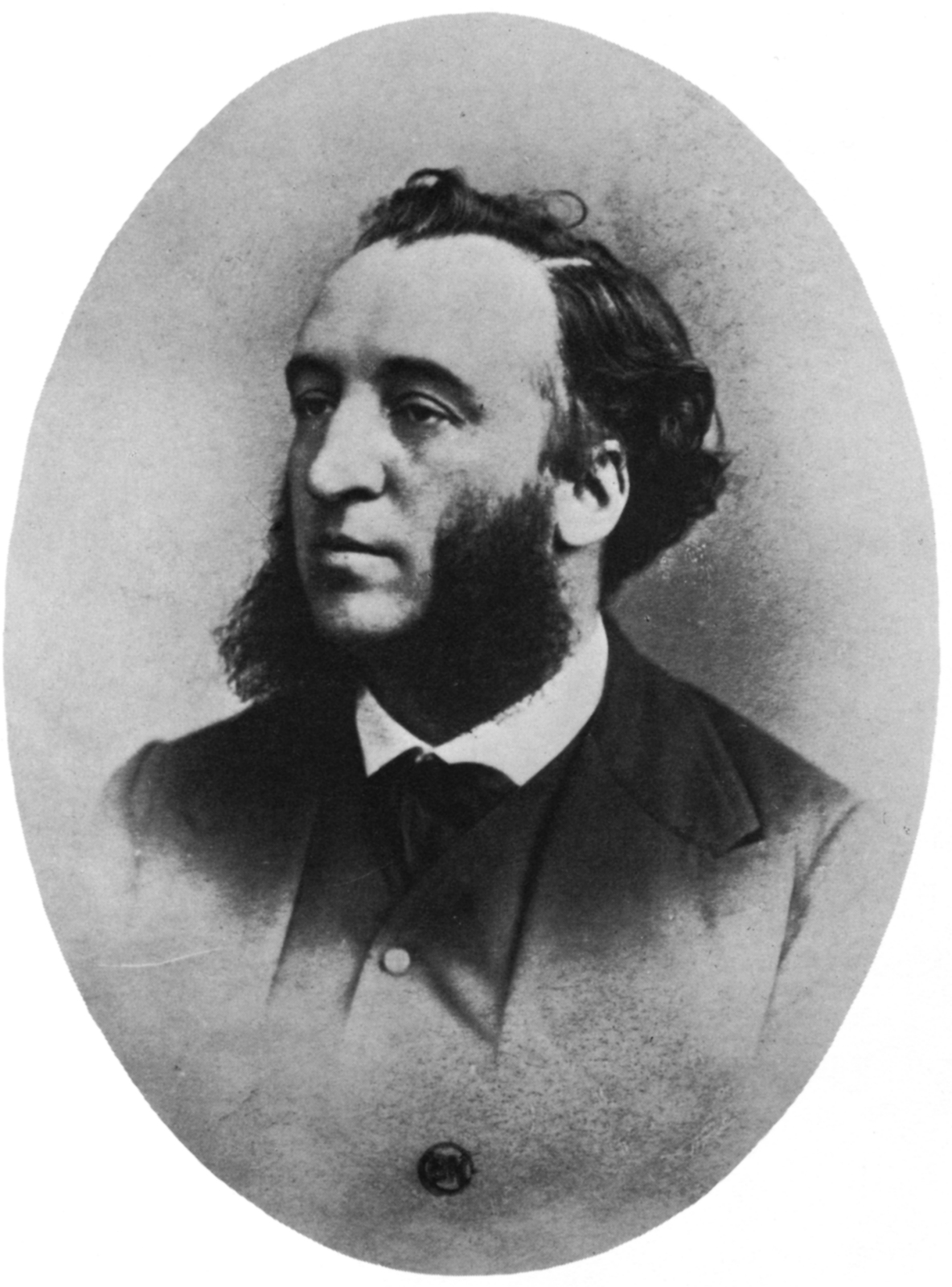
Жуль Феррі
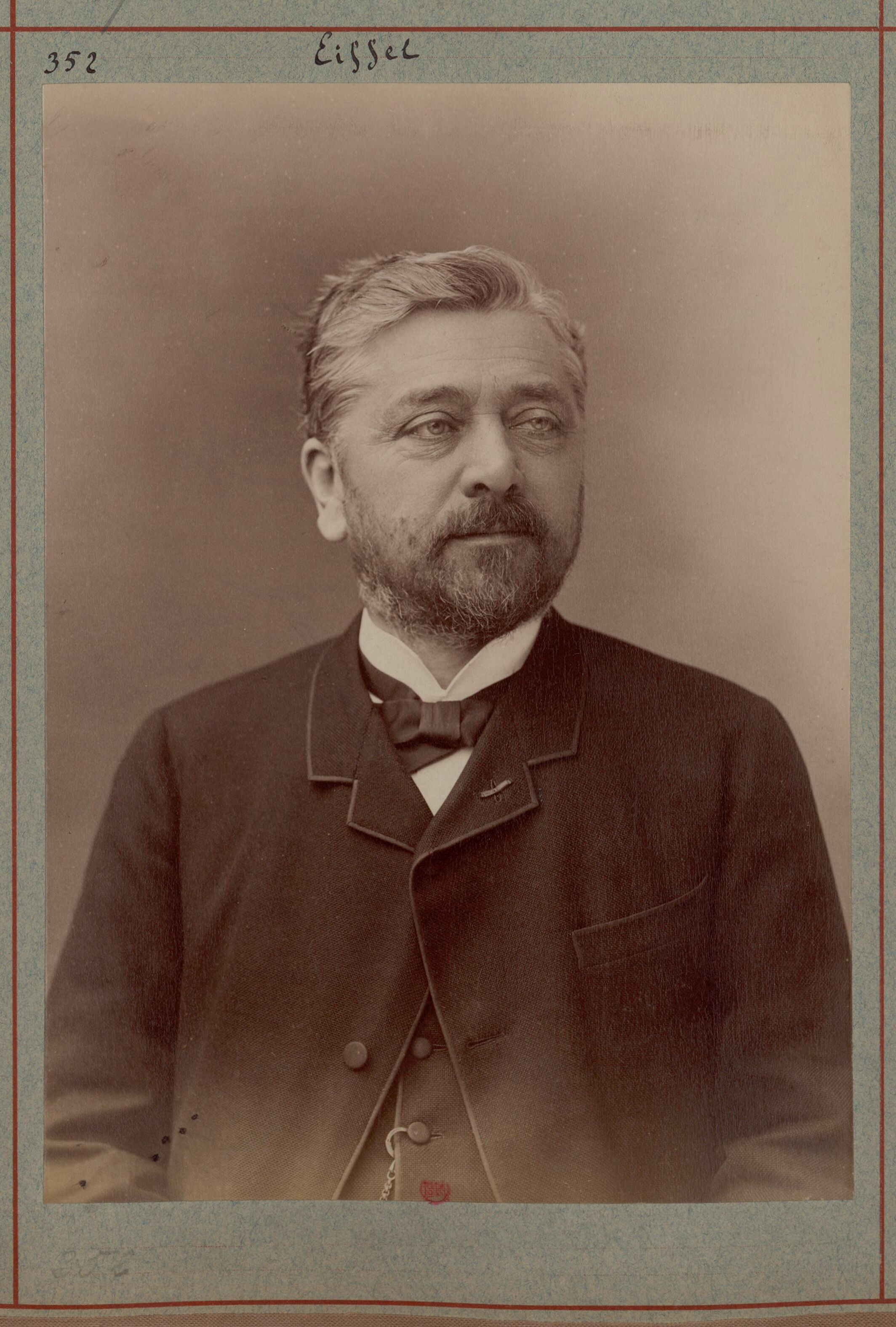
Густав Ейфель
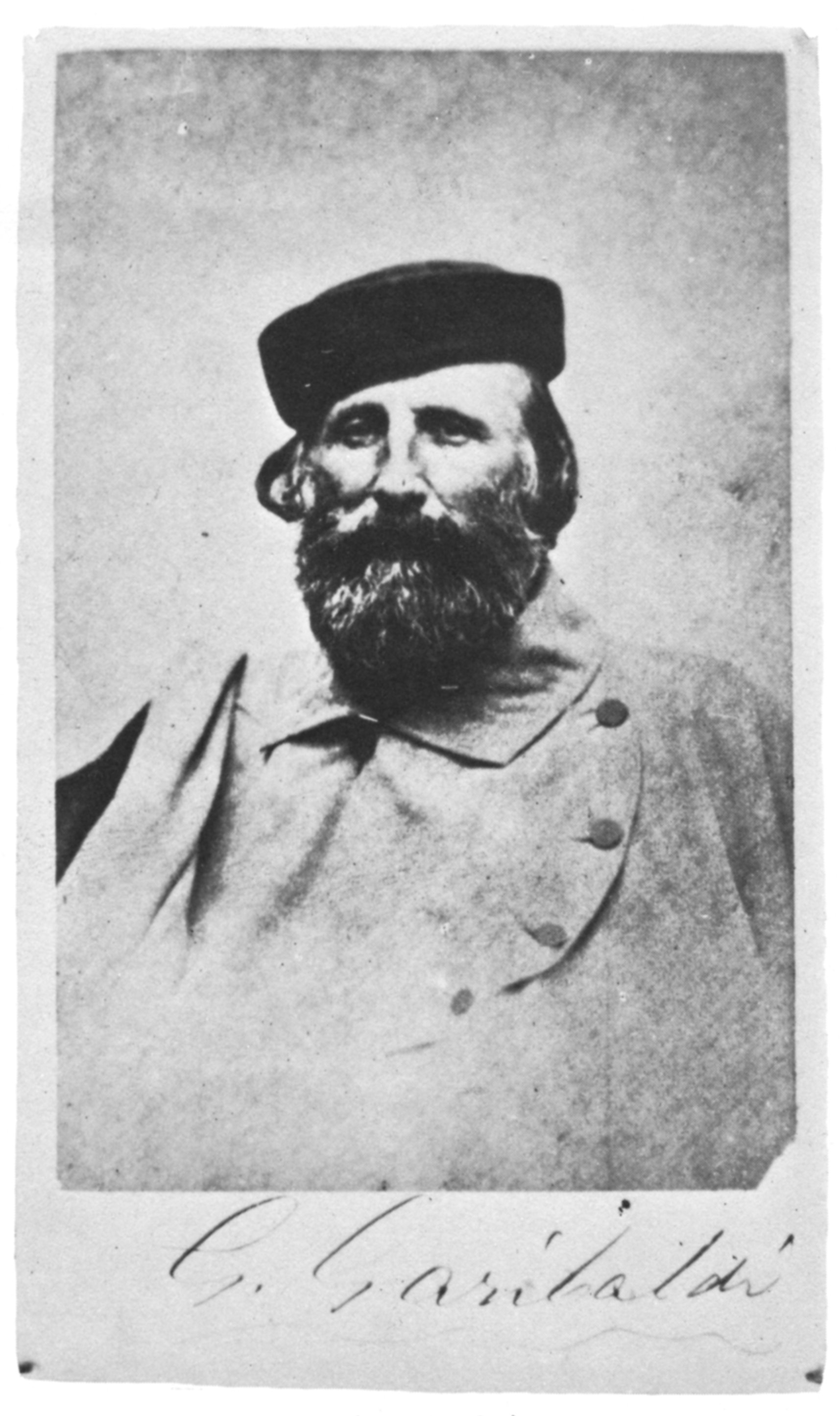
Джузеппе Гарібальді
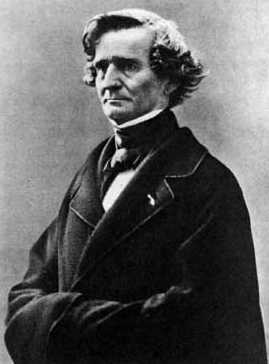
Гектор Берліоз
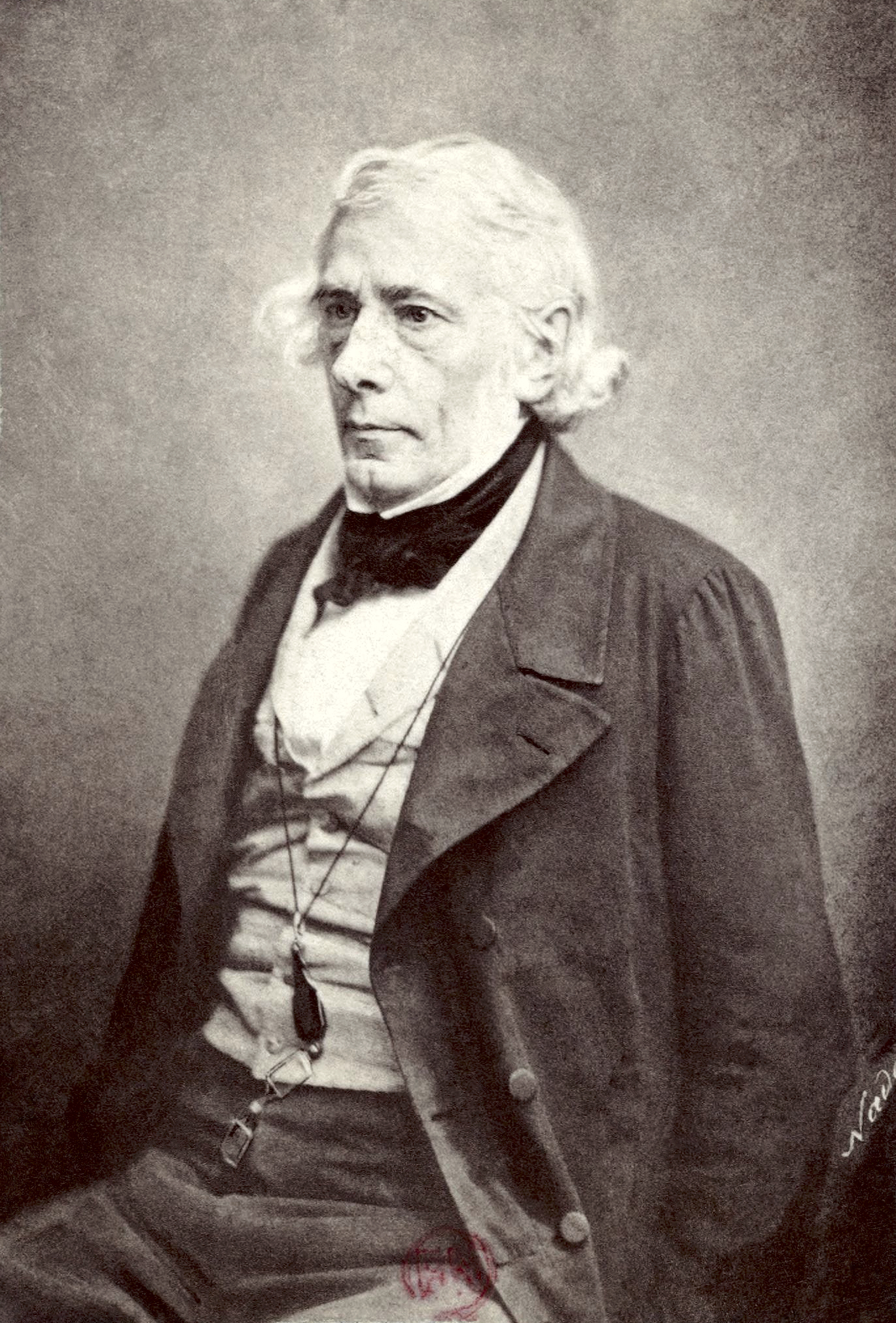
Віктор Кузен
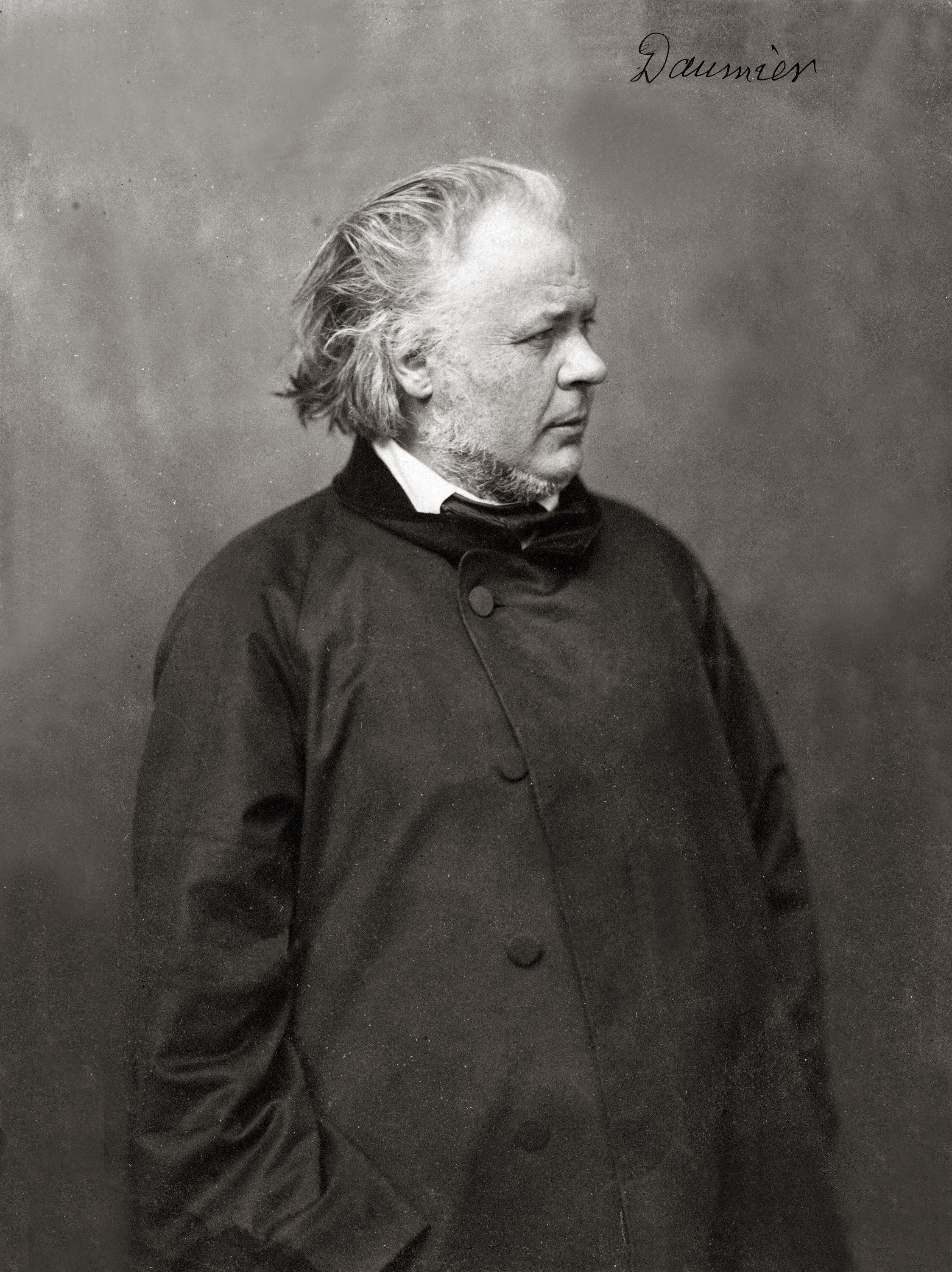
Оноре Дом'є
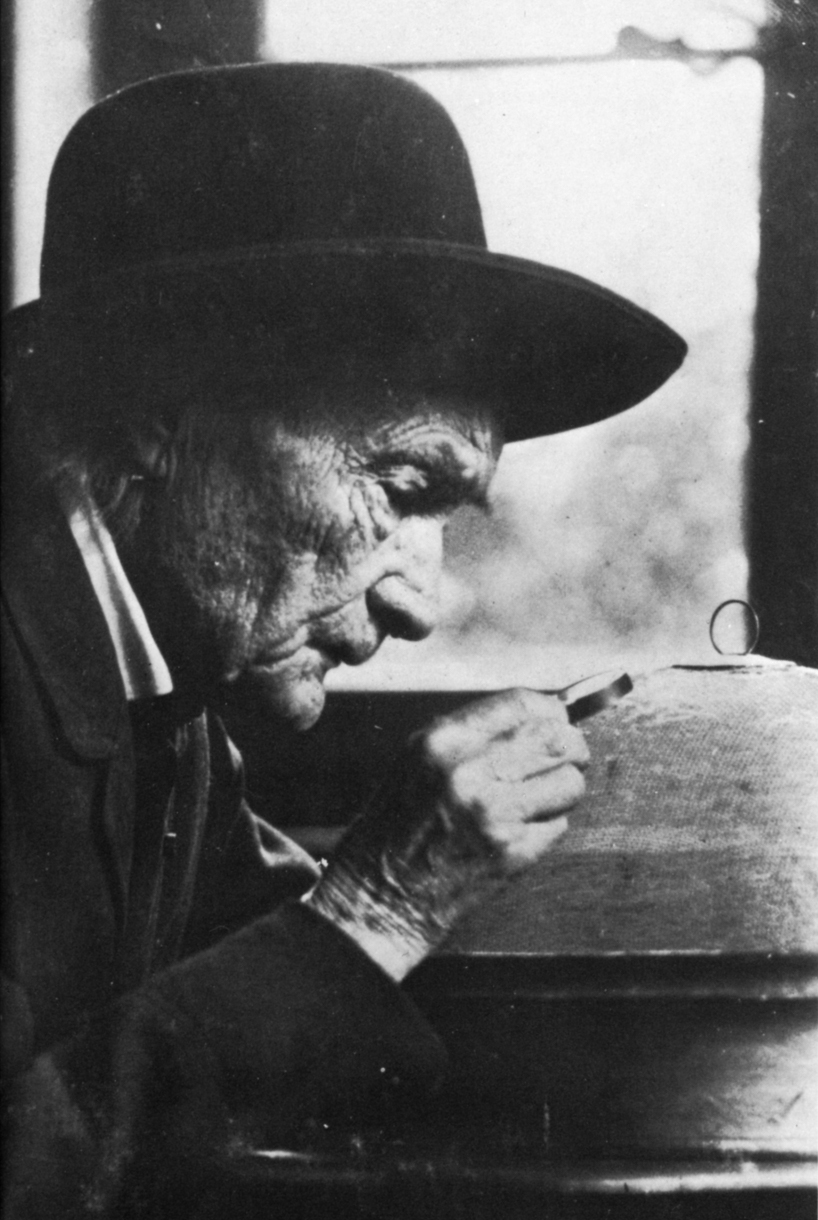
Жан Анрі Фабр
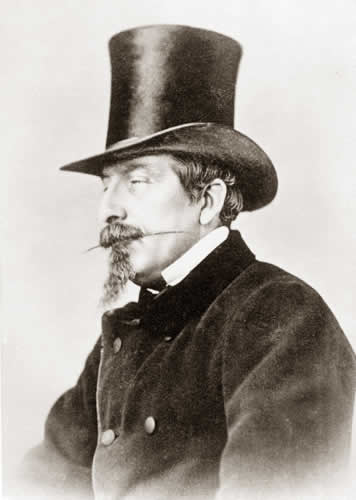
Наполеон III Бонапарт
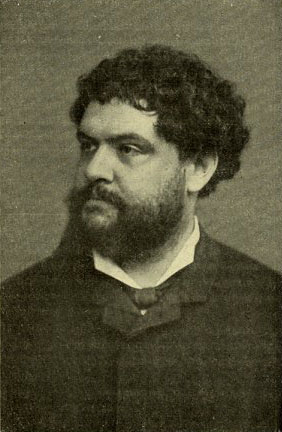
Жан Рішпен
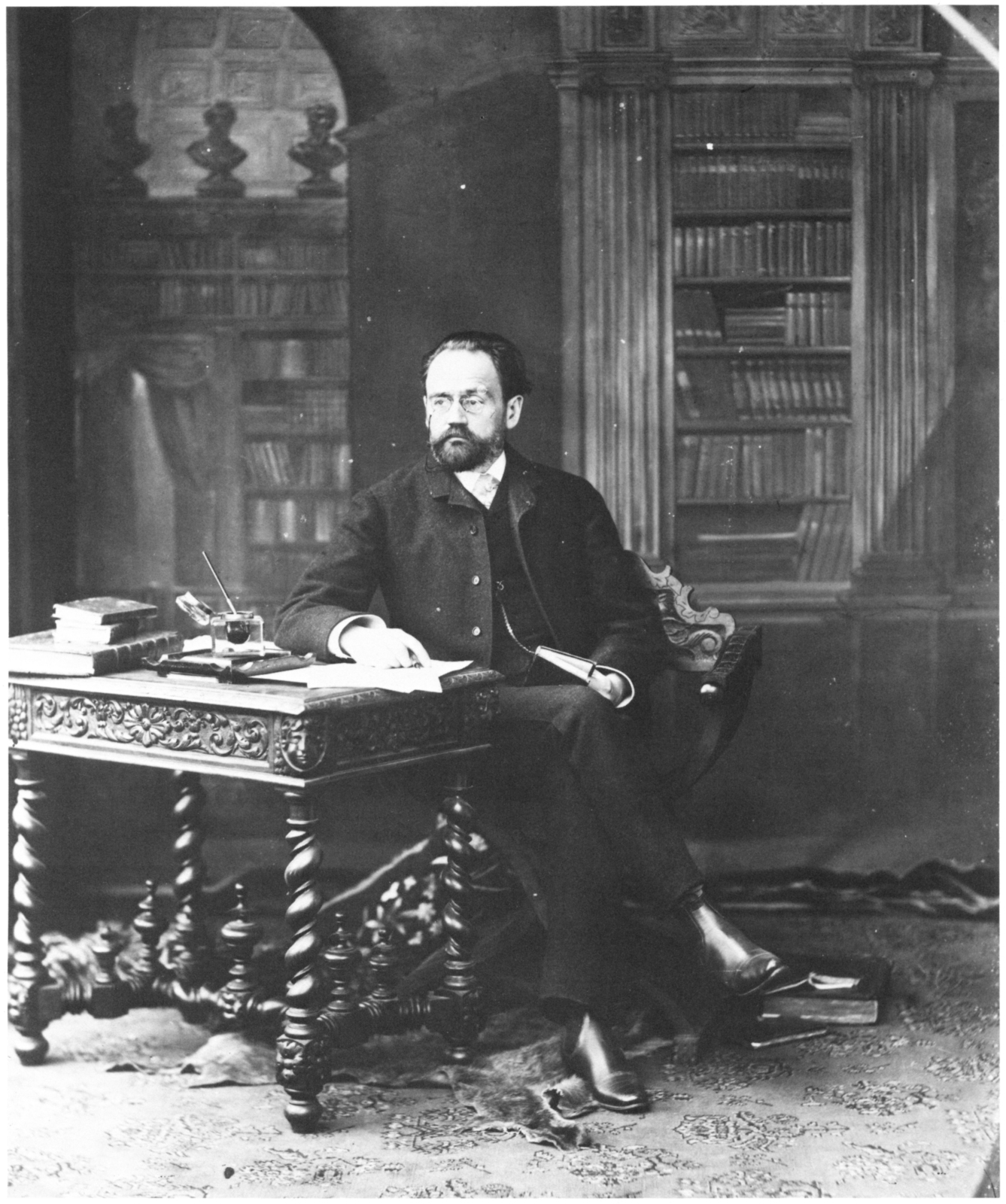
Еміль Золя
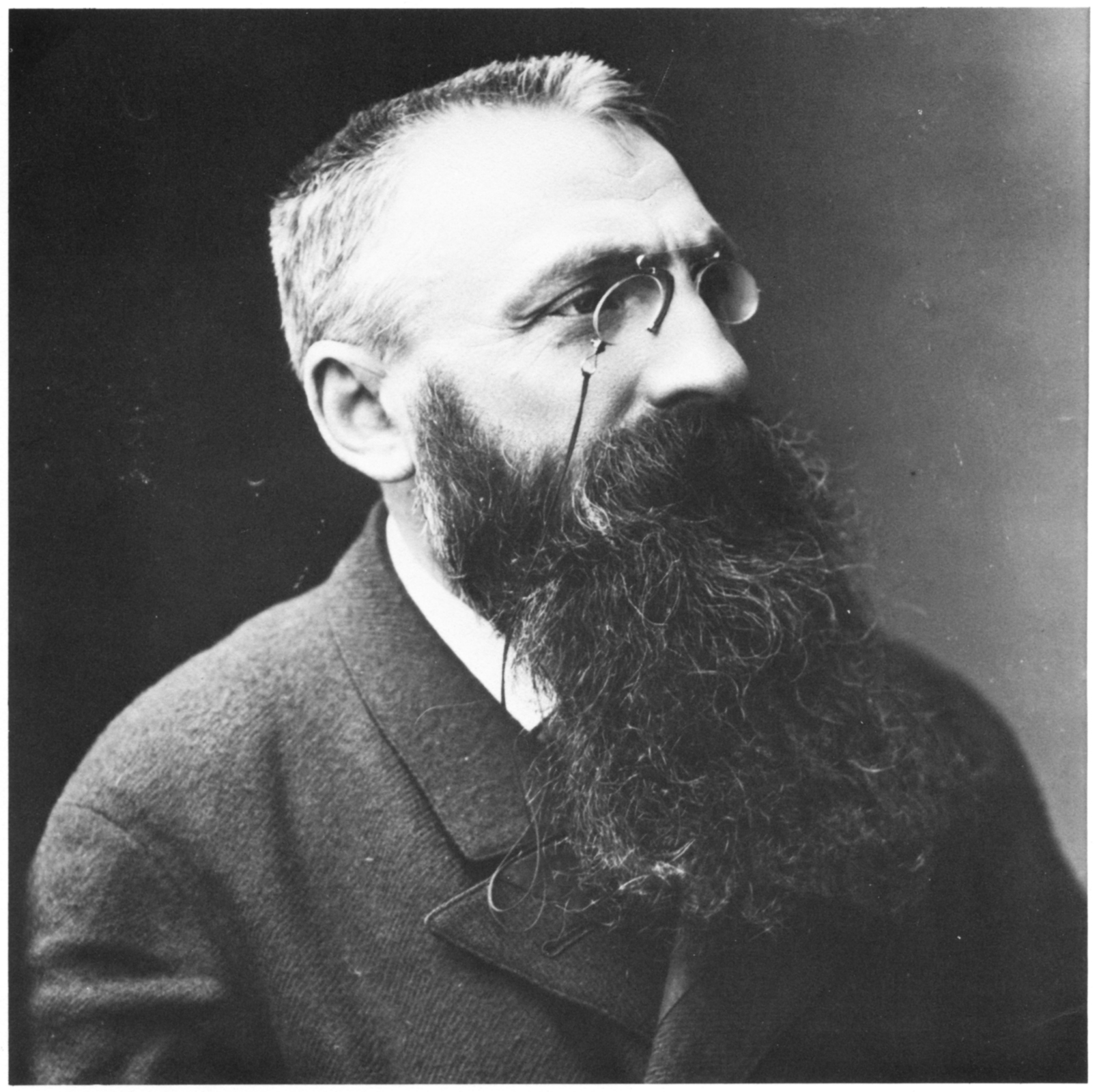
Огюст Роден
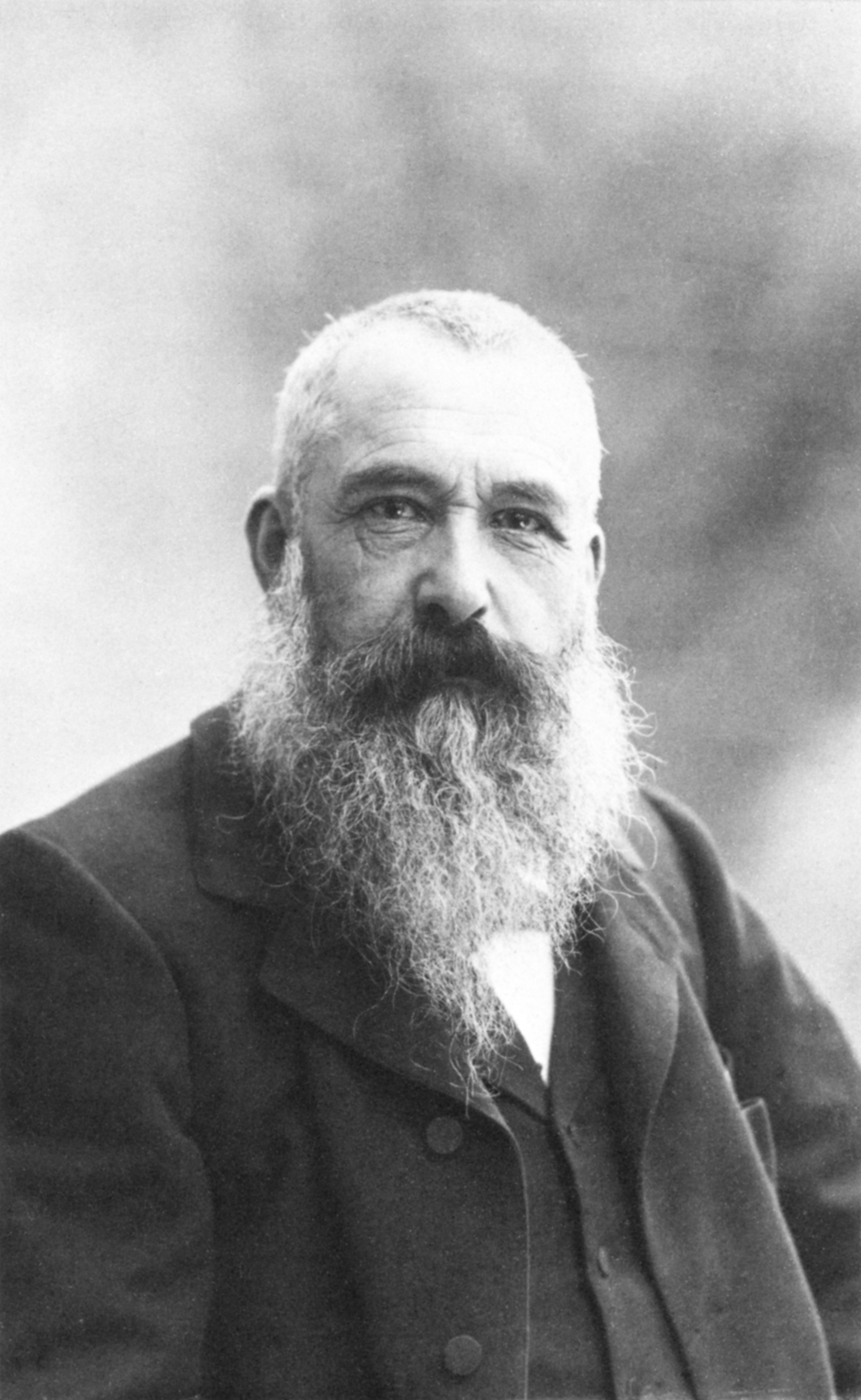
Клод Моне
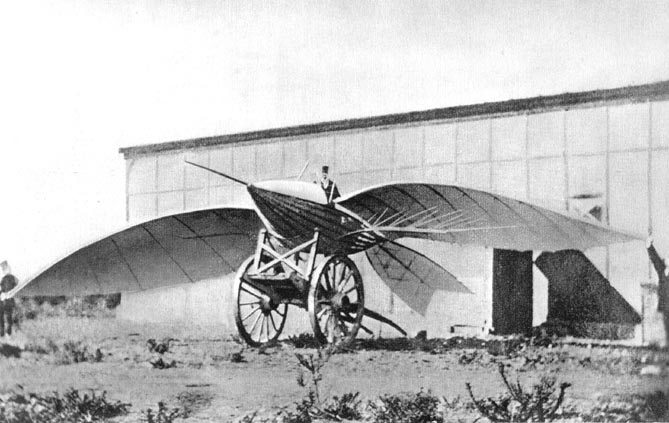
Планер Альбатрос II
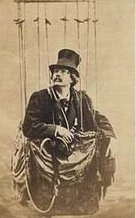
Автопортрет Надара
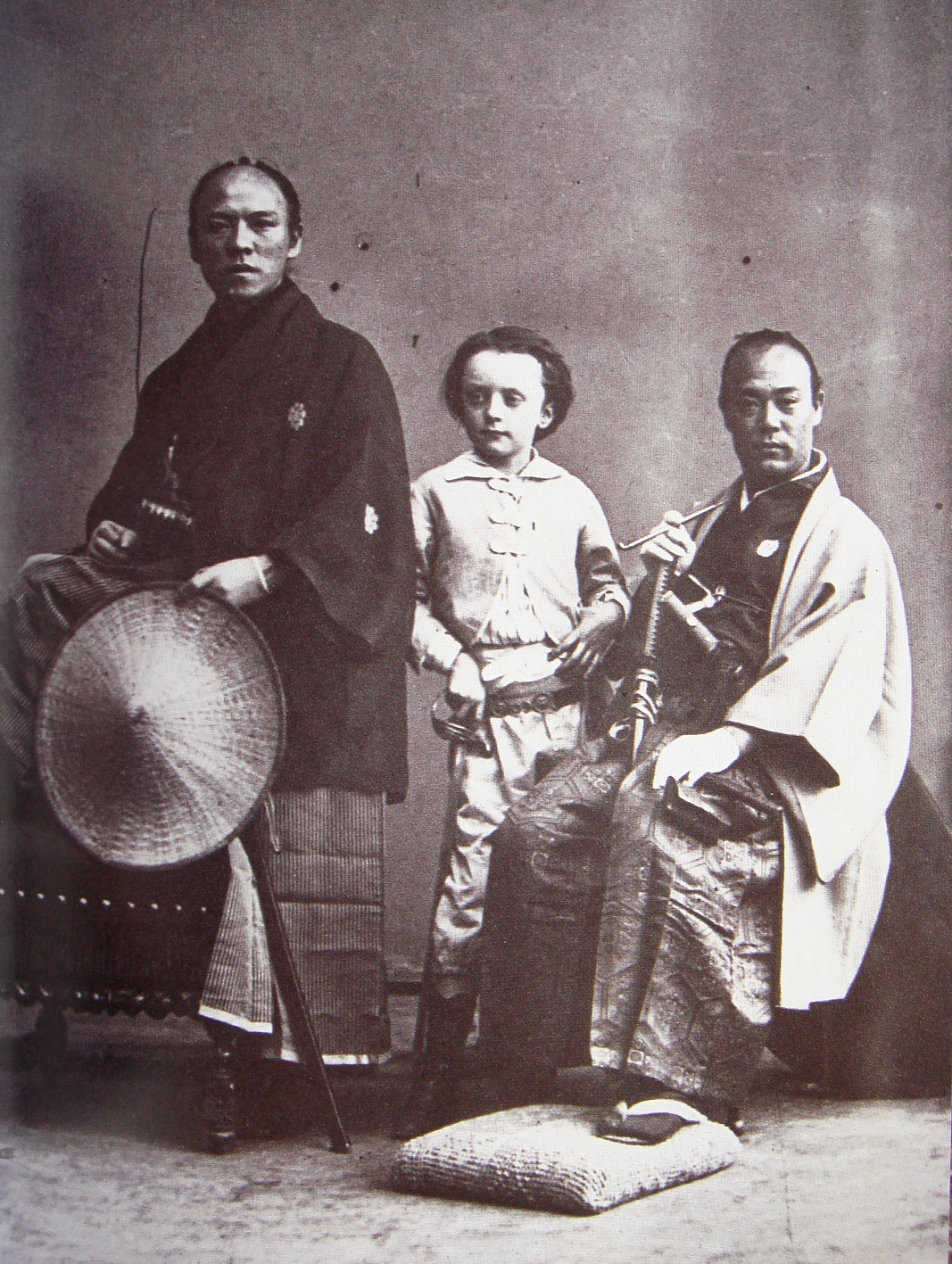
Син Надара з двома членами японського посольства, 1863.
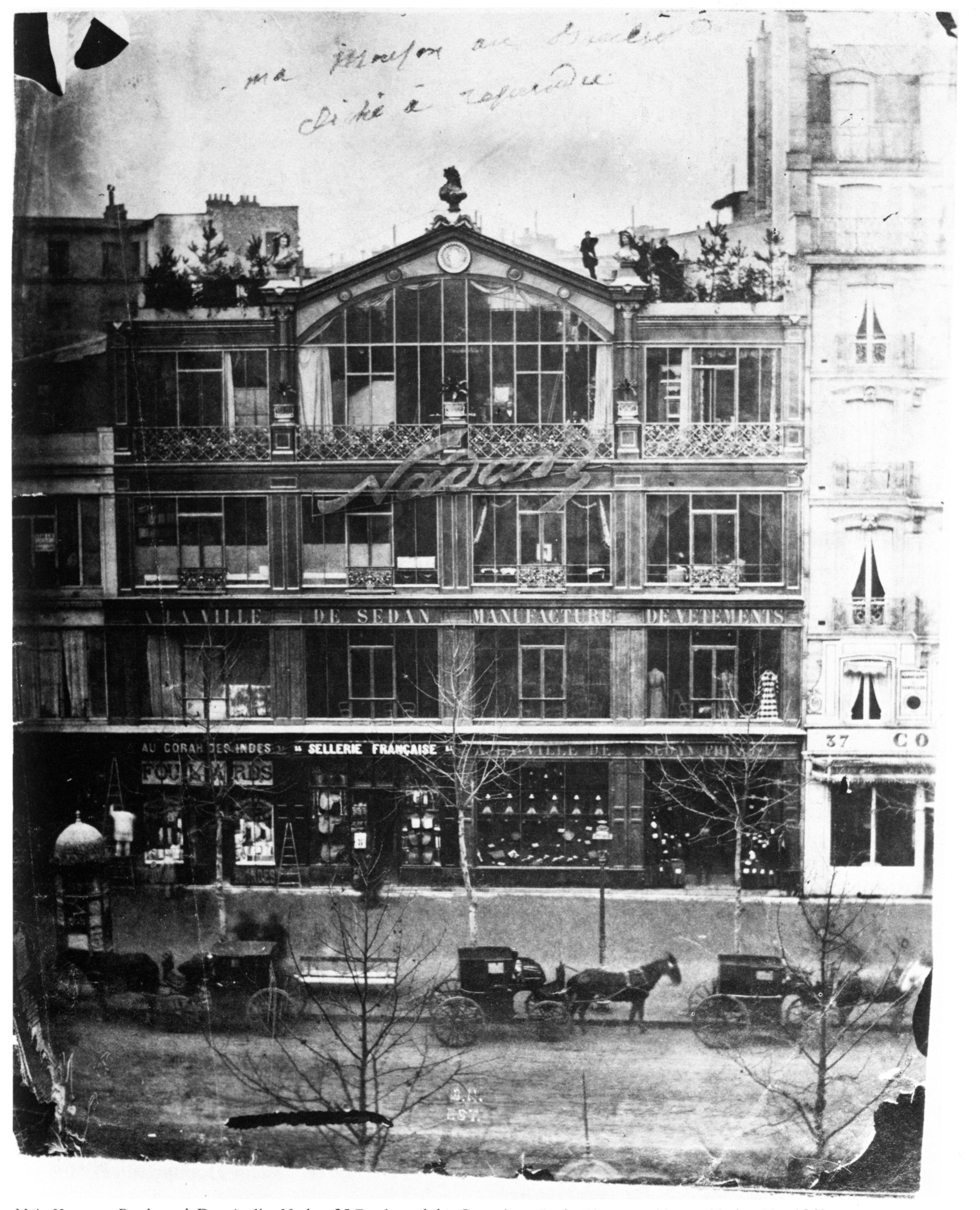
Фотоательє Надара в Парижі, 1860.

## Фільмографія
- Nadar photographe, par Stan Neumann, le Musée d'Orsay, la SEPT-ARTE, les Films d'ici, Réunion des Musées Nationaux, 1994, 26' (VHS)